# 미국의 원자력 발전
미국의 원자력은 97 기가와트(GW)의 순 용량을 가진 94개의 상업용 원자로에 의해 공급되며, 이 중 63개는 가압수형 원자로이고 31개는 비등수형 원자로이다. 2019년에 이들은 총 809.41 테라와트시의 전력을 생산했으며, 2024년까지 원자력 에너지는 국가 전체 전력 생산량의 18.6%를 차지했다. 2018년에는 원자력이 미국 배출량 없는 에너지 생산량의 거의 50%를 차지했다.
2017년 09월 기준 총 2,500 MW의 순 전기 용량을 가진 두 개의 새로운 원자로가 건설 중이었으며, 39개의 원자로는 영구적으로 폐쇄되었다. 미국은 세계 최대의 상업용 원자력 발전 생산국이며, 2013년에는 세계 원자력 전기의 33%를 생산했다. 과거와 미래에 예정된 발전소 폐쇄로 인해 중국과 러시아가 원자력 에너지 생산에서 미국을 추월할 수 있다.
2014년 10월 기준 원자력 규제 위원회 (NRC)는 총 74개의 원자로에 20년 연장된 면허 갱신을 승인했다. 2014년 초, NRC는 2017년 초부터 60년 이상의 원자로 수명에 대한 면허 갱신 신청을 받을 준비를 했으며, 이 과정은 법적으로 대중의 참여를 필요로 한다. 22개의 원자로에 대한 면허는 갱신되지 않으면 2029년 말 이전에 만료될 예정이다. 매사추세츠주의 필그림 원자력 발전소는 2019년 6월 1일에 해체될 예정이었다. 2013년과 2014년에 5개의 노후화된 원자로가 천연가스 가격 하락 시점에 높은 유지보수 및 수리 비용으로 인해 면허 만료 이전에 영구적으로 폐쇄되었다: 캘리포니아주의 샌 오노프레 2호기 및 3호기, 플로리다주의 크리스탈 리버 3 원자력 발전소, 버몬트주의 버몬트 양키 원자력 발전소, 위스콘신주의 케와니 발전소. 2021년 4월, 뉴욕주는 뉴욕시에서 30마일 떨어진 버캐넌의 인디언 포인트 에너지 센터를 영구 폐쇄했다.
대부분의 원자로는 1974년까지 건설이 시작되었다. 그러나 1979년 스리마일섬 원자력 발전소 사고와 경제 상황 변화 이후, 많은 계획된 프로젝트가 취소되었다. 1970년대와 1980년대에 100건이 넘는 원자력 발전소 주문이 취소되었으며, 이 중 상당수는 이미 건설 중이었고 일부 회사는 파산했다.
2006년, 공공 정책 조직인 브루킹스 연구소는 전력 수요 감소, 규제 문제로 인한 원자로의 잠재적 비용 초과, 그로 인한 건설 지연 때문에 미국에 새로운 원자력 발전소가 건설되지 않았다고 밝혔다.
2000년대에는 특히 원자력 발전 2010 프로그램의 지원을 받아 "핵 르네상스"라는 이야기와 함께 원자력 발전에 대한 관심이 되살아났다. 여러 신청이 이루어졌지만, 경제적 어려움에 직면하고 2011년 후쿠시마 제1 원자력 발전소 사고 이후 이들 프로젝트 대부분이 취소되었다. 2013년까지는 1977년 이후 기존 발전소에 새로운 원자로 건설을 위한 착공이 없었다. 그러다 2012년, 미국 원자력 규제 위원회는 기존 원자력 발전소에 4개의 새로운 원자로 건설을 승인했다. 버질 C. 서머 원자력 발전소 2호기와 3호기 건설은 2013년 3월 9일에 시작되었으나, 2017년 3월 원자로 공급업체인 웨스팅하우스가 파산 보호를 신청한 후 2017년 7월 31일에 중단되었다. 2013년 3월 12일, 보글 전력 발전소 3호기와 4호기 건설이 시작되었다. 3호기의 원래 목표 상업운전 개시일은 2021년 11월이었다. 2023년 3월, 보글 3호기는 "초기 임계"에 도달하여 2023년 7월 31일부터 상업운전을 시작했다. 2016년 10월 19일, 테네시강 유역 개발 공사의 와츠 바 원자력 발전소 2호기는 1996년 이후 미국에서 상업 운전을 시작한 첫 원자로가 되었다.

## 역사

### 등장

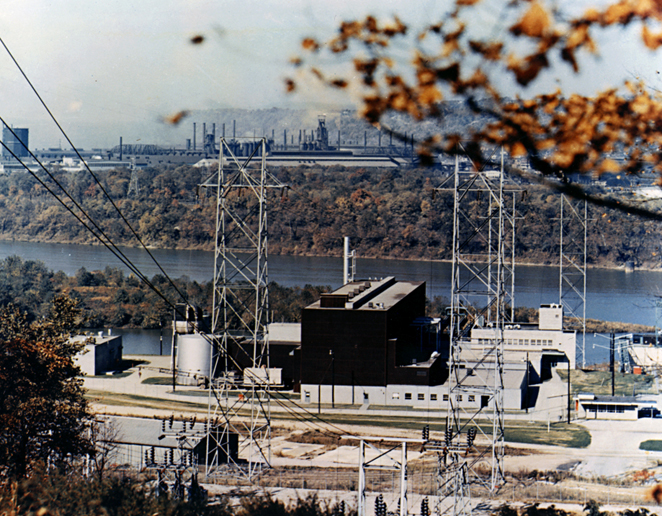
시핑포트 원자로는 미국 최초의 대규모 가압수형 원자로 원자력 발전소였다.

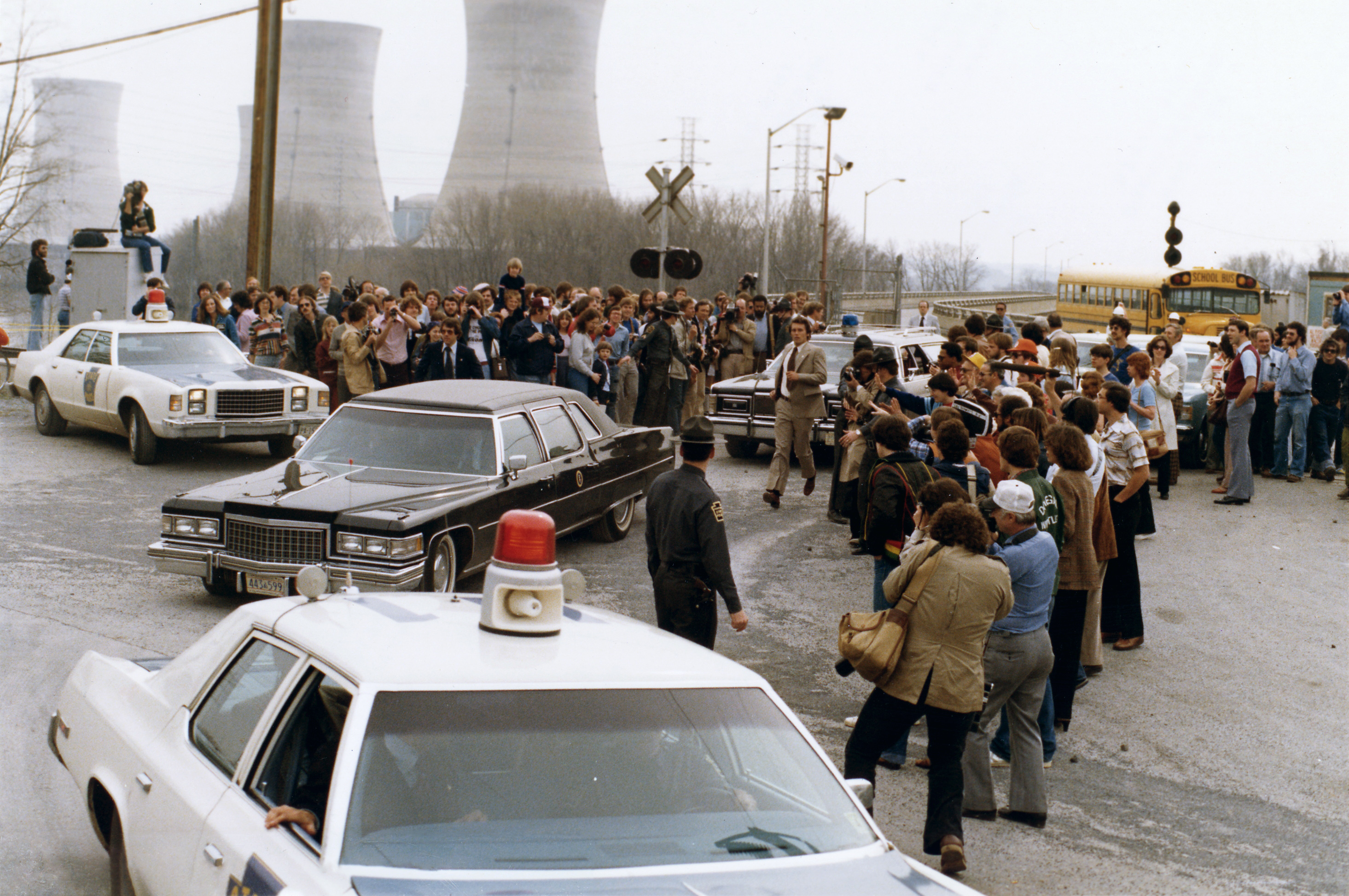
지미 카터 대통령이 1979년 4월 1일 스리마일섬 원자력 발전소를 떠나 미들타운 (펜실베이니아주)로 향하고 있다.

미국 원자력위원회가 미국 원자력법 (1946년)에 의해 창설된 이후, 핵 물질의 평화적 이용에 대한 연구는 미국에서 시작되었다. 의학자들은 암의 빠르게 성장하는 세포에 대한 방사선의 영향에 관심을 가졌고, 그들에게 물질이 제공되는 한편, 군 당국은 다른 평화적 이용에 대한 연구를 이끌었다.

### 원자로 연구
아곤 국립 연구소는 1940년대부터 미국 원자력위원회(AEC)에 의해 상업용 원자력 에너지 개발의 주도적인 역할을 부여받았다. 그 이후 21세기 전환기까지, 아곤은 시카고 남서쪽에 위치한 부지에 14개의 원자로를 설계, 건설, 운영했으며, 아이다호주 국립 원자로 시험소에 14개의 원자로를 추가로 건설했다. 이 원자로들에는 오늘날의 가압수형 원자로(해군 원자로 포함), 비등수형 원자로, 중수형 원자로, 흑연 감속로, 액체금속 냉각 고속로의 원형이 되는 초기 실험 및 시험 원자로가 포함되었으며, 그 중 하나는 세계 최초로 전기를 생산한 원자로였다. 아곤과 기타 AEC 계약업체들은 국립 원자로 시험소에 총 52개의 원자로를 건설했다. 이 중 2개는 운영되지 않았으며, 중성자 라디오그래피 시설을 제외한 모든 원자로는 2000년까지 폐쇄되었다.
1951년 12월 20일 이른 오후, 아곤 연구소 소장 월터 진과 15명의 아곤 연구소 직원은 아이다호 동부 사막의 평범한 벽돌 건물에서 4개의 전구가 켜지는 것을 목격했다. 실험 증식로 I (EBR-I)에 연결된 발전기에서 전기가 흘렀다. 이것은 핵분열을 통해 사용 가능한 양의 전력이 생산된 첫 사례였다. 며칠 후, 이 원자로는 전체 EBR 단지에 필요한 모든 전기를 생산했다. 1톤의 천연 우라늄은 40 기가와트시 이상의 전기를 생산할 수 있는데, 이는 16,000톤의 석탄 또는 80,000배럴의 석유를 연소시키는 것과 맞먹는 양이다. 그러나 EBR-I의 목적에서 단순히 전기를 생산하는 것보다 더 중요한 것은 원자로가 운영 중에 소비하는 것보다 더 많은 핵연료를 부산물로 생성할 수 있음을 입증하는 역할이었다. 1953년, 시험을 통해 이것이 사실임이 확인되었다.
미국 해군은 수십 년 동안 고속으로 전 세계를 항해할 수 있는 선박과 잠수함을 진정한 상시 수중 운반체로 전환할 가능성을 보고 주도적으로 나섰다. 그래서 해군은 전기 공학 및 추진 시스템 분야의 뛰어난 기술력과 프로젝트 관리 능력으로 잘 알려진 당시 하이먼 리코버 대위를 AEC에 파견하여 해군 원자로 프로젝트를 시작했다. 리코버의 AEC와의 작업은 가압수형 원자로(PWR) 개발로 이어졌고, 첫 번째 해군 모델은 잠수함 USS 노틸러스에 설치되었다. 이는 이 잠수함을 상시 수중 작전이 가능하게 만들었으며, 북극해 얼음 덮개를 뚫고 북극에 도달하고 부상하는 능력을 시연했다.

### 상업용 원자력 발전의 시작
성공적인 해군 원자로 프로그램으로부터, 터빈을 구동하여 발전기를 돌리는 증기를 생산하는 원자로 사용 계획이 신속하게 개발되었다. 1957년 4월, 버지니아주 포트 벨부아의 SM-1 원자로는 미국 전력망에 연결되어 전기를 생산한 최초의 원자력 발전기였다. 1958년 5월 26일, 미국 최초의 상업용 원자력 발전소인 시핑포트 원자력 발전소가 드와이트 D. 아이젠하워 대통령에 의해 그의 원자력 평화 이용 프로그램의 일환으로 개장되었다. 1960년대 내내 원자력 발전이 계속 성장하면서, 원자력위원회(AEC)는 2000년까지 미국에 1,000개 이상의 원자로가 운영될 것으로 예상했다. 산업이 계속 확장됨에 따라, AEC의 개발 및 규제 기능은 1974년에 분리되었다. 미국 에너지부는 연구 개발을 흡수했고, 규제 부문은 분리되어 미국 원자력 규제 위원회(USNRC 또는 단순히 NRC)로 알려진 독립 위원회가 되었다.

### 친원자력 발전 입장

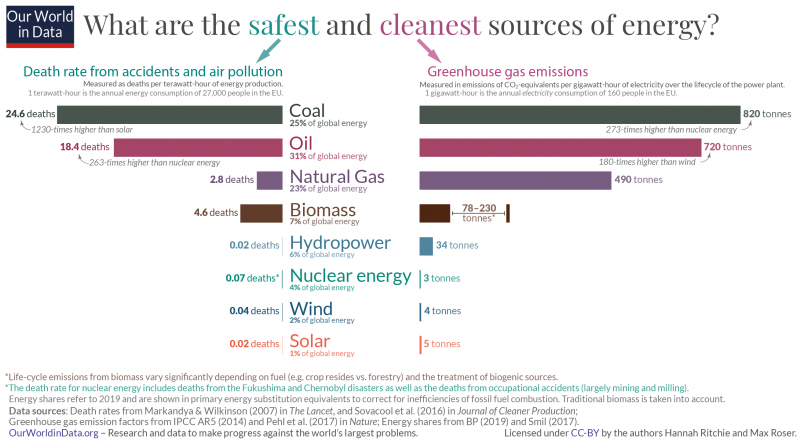
가장 안전한 에너지원

2020년 2월 현재, 아워 월드 인 데이터는 "원자력 에너지와 재생 에너지는 인간의 건강, 안전 및 탄소 발자국과 관련하여 화석 연료보다 훨씬 더 안전하다"며, 원자력 에너지는 갈탄보다 99.8% 적은 사망자를 발생시키고, 석탄보다 99.7% 적으며, 석유보다 99.6% 적고, 가스보다 97.5% 적다고 밝혔다.
오바마 대통령 시절, 원자력 에너지국은 2012년 1월 "원자력 발전은 지난 20년간 미국에서 안전하고 신뢰성 있으며 경제적으로 전기 생산량의 거의 20%를 기여했습니다. 이는 미국에서 온실가스를 배출하지 않는 전력 생산량의 가장 큰 기여자(70% 이상)로 남아 있습니다. 국내 전기 에너지 수요는 2009년부터 2035년까지 30% 이상 증가할 것으로 예상됩니다. 동시에, 현재 운영 중인 대부분의 원자력 발전소는 원래 40년 운영 허가에 20년 연장이 추가되어 총 60년 운영의 끝에 도달하기 시작할 것입니다."라고 밝혔다. 또한, 새로운 발전소가 폐기되는 발전소를 대체하지 않으면 원자력 발전으로부터 생산되는 총 전기 에너지 비율이 감소하기 시작할 것이라고 경고했다.
미국 에너지부 웹사이트는 "원자력은 가장 신뢰할 수 있는 에너지원이며", "가장 높은 용량 계수를 가지고 있다. 천연가스 및 석탄 용량 계수는 일반적으로 이 시설의 정기 유지보수 및 연료 보급으로 인해 낮으며, 재생 에너지 발전소는 간헐적 또는 가변적 원천으로 간주되며 주로 연료 부족(즉, 바람, 태양 또는 물)으로 제한된다."라고 명시하고 있다. 원자력은 미국에서 가장 큰 청정에너지원이며, 매년 8천억 킬로와트시 이상의 전기를 생산하고 국가의 배출량 없는 전력의 절반 이상을 생산한다. 이는 매년 4억 7천만 톤 이상의 탄소를 방지하며, 이는 1억 대의 자동차를 도로에서 제거하는 것과 맞먹는다. 2019년 원자력 발전소는 93% 이상 풀파워로 가동되어 전력망에서 가장 신뢰할 수 있는 에너지원이 되었다. 에너지부와 그 국립 연구소들은 원자력 기술의 전반적인 성능을 높이고 발생하는 핵폐기물의 양을 줄일 새로운 원자로와 연료를 개발하기 위해 산업과 협력하고 있다.
2021년 이전 조 바이든이 미국 대통령 후보였을 때, 그의 청정에너지 제안에는 "오늘날 원자로 건설 비용의 절반으로 더 작고 안전하며 효율적인" 첨단 원자로가 포함되어 있었다.

### 원자력 발전 반대

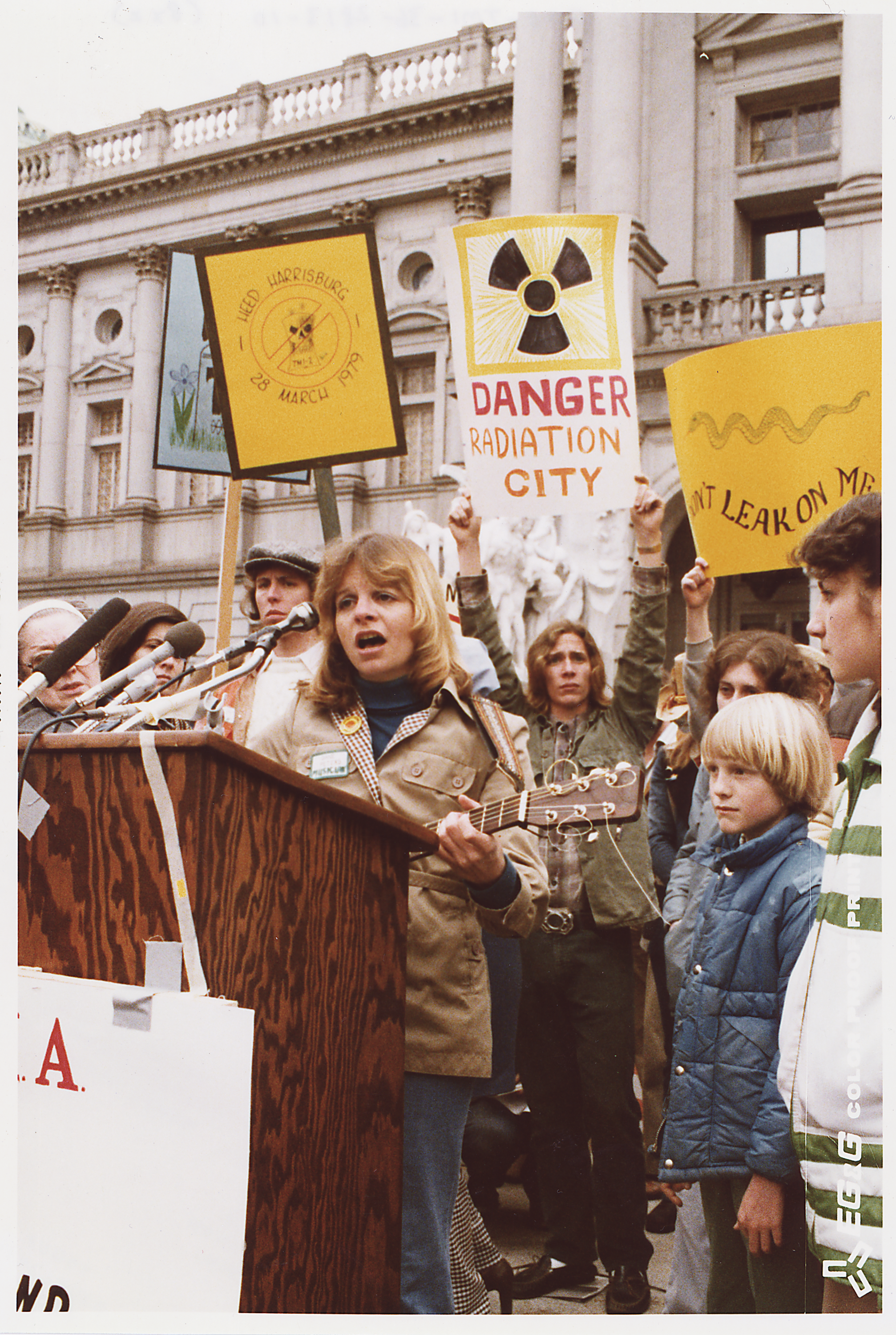
1979년 스리마일섬 원자력 발전소 사고 이후 해리스버그에서 열린 반핵 시위

미국에서는 원자력 발전 사용에 대한 상당한 반대가 있었다. 미국에서 대중의 반대에 직면한 최초의 원자로는 1957년 엔리코 페르미 원자력 발전소였다. 이 발전소는 미시간주 디트로이트에서 약 30마일 떨어진 곳에 건설되었으며, 전미 자동차 노동조합의 반대가 있었다. 퍼시픽 가스 앤 일렉트릭은 캘리포니아주 샌프란시스코 북쪽 보데가 베이에 미국 최초의 상업적으로 실행 가능한 원자력 발전소를 건설할 계획이었다. 이 제안은 논란이 많았고 1958년에 지역 주민들과의 갈등이 시작되었다. 이 갈등은 1964년에 발전소 건설 계획이 강제적으로 폐기되면서 종료되었다. 역사가 토머스 웰록은 반핵 운동의 탄생을 보데가 베이 논란으로 거슬러 올라간다. 말리부 (캘리포니아주)에 원자력 발전소를 건설하려는 시도는 보데가 베이의 경우와 유사했으며, 또한 포기되었다.
핵 사고는 1960년대에도 계속되어 1961년 1월 아이다호 폴스의 스테이셔너리 저출력 원자로 1호기에서 소형 시험 원자로가 폭발했고, 1966년 미시간주의 엔리코 페르미 원자력 발전소에서 부분 용융 사고가 발생했다. 데이비드 릴리엔탈은 1963년 저서 "변화, 희망 그리고 폭탄"에서 핵 개발, 특히 핵 산업이 핵폐기물 문제를 해결하지 못하는 점을 비판했다. J. 새뮤얼 워커는 그의 저서 "스리마일섬: 역사적 관점에서 본 핵 위기"에서 미국의 핵 산업 성장이 환경 운동이 형성되던 1970년대에 일어났다고 설명했다. 환경 운동가들은 대기 오염을 줄이는 데 원자력의 이점을 보았지만, 다른 면에서는 핵 기술을 비판했다. 그들은 핵 사고, 핵확산, 원자력 발전소의 높은 비용, 핵테러 및 방사성 폐기물 처리에 대해 우려했다.
1970년대와 1980년대에 미국에서는 전국적인 관심을 끈 많은 반핵 시위가 있었다. 여기에는 시브룩 발전소 원자력 발전소에서의 유명한 조개 동맹 시위와 캘리포니아의 디아블로 캐니언 원자력 발전소에서의 전복 동맹 시위가 포함되었으며, 수천 명의 시위대가 체포되었다. 1979년 스리마일섬 원자력 발전소 사고 이후에도 다른 대규모 시위가 이어졌다.
1979년 9월 23일 뉴욕시에서는 거의 20만 명이 반핵 시위에 참가했다. 쇼어햄, 양키 로우, 랜초 세코, 메인 양키 및 다른 십여 개의 원자력 발전소의 폐쇄를 앞두고 반핵 시위가 있었다.

### 핵에너지에서의 원주민 토지 역사적 이용
미국에서 핵에너지는 지난 세기 동안 원주민 토지에서 이루어진 막대한 양의 우라늄 채굴과 핵폐기물 처분으로 인해 아메리카 원주민에게 큰 영향을 미쳤다. 환경 사회학자 채드 L. 스미스와 그레고리 훅스는 핵 물질의 부적절한 취급이 만연하여 이 지역과 부족 토지 전체를 "희생 구역"으로 간주했다. 우라늄은 주로 미국 남서부에 위치해 있으며, 원주민 토지에서 대량으로 발견되었는데, 추정치에 따르면 우라늄의 25%에서 65%가 원주민 토지에 위치해 있다. 이로 인해 많은 광산이 원주민 토지에 배치되었고, 적절한 폐쇄 없이 버려졌다. 이 광산 중 일부는 원주민 토지에 대량의 오염을 초래하여 물과 토지를 오염시켰다. 이는 암 발생률의 큰 증가로 이어졌다. 특히 나바호 보호구역에서는 EPA에 의한 세 차례의 별도 정화 노력이 있었지만 모두 실패했다.
핵폐기물은 수십 년 동안 아메리카 원주민들이 다루어야 했던 문제였는데, 이는 활발한 채굴 중 폐기물의 부적절한 처리부터 정부가 다양한 원주민 토지에 폐기물 처리장을 설치하려 시도하고 성공한 것에 이르기까지 다양하다. 1986년, 미국 정부는 화이트 어스 보호구역에 영구 핵폐기물 저장소를 건설하려 했으나, 그곳에 거주하는 아니시나베족은 미네소타 주 의회가 이를 막도록 청원하여 성공했다. 그러나 영구적인 장소가 발견되지 않아 정부는 유카 산에 폐기물을 보관할 임시 시설을 건설했다. 유카 산 또한 아메리카 원주민 토지에 있으며, 정부가 핵폐기물을 배치하는 데 동의하지 않은 신성한 장소로 간주된다. 유카 산은 오늘날까지 이 임시 시설을 수용하고 있으며, 영구 시설이 되어야 하는지에 대한 논의가 진행 중이다.

### 과도한 약속과 취소

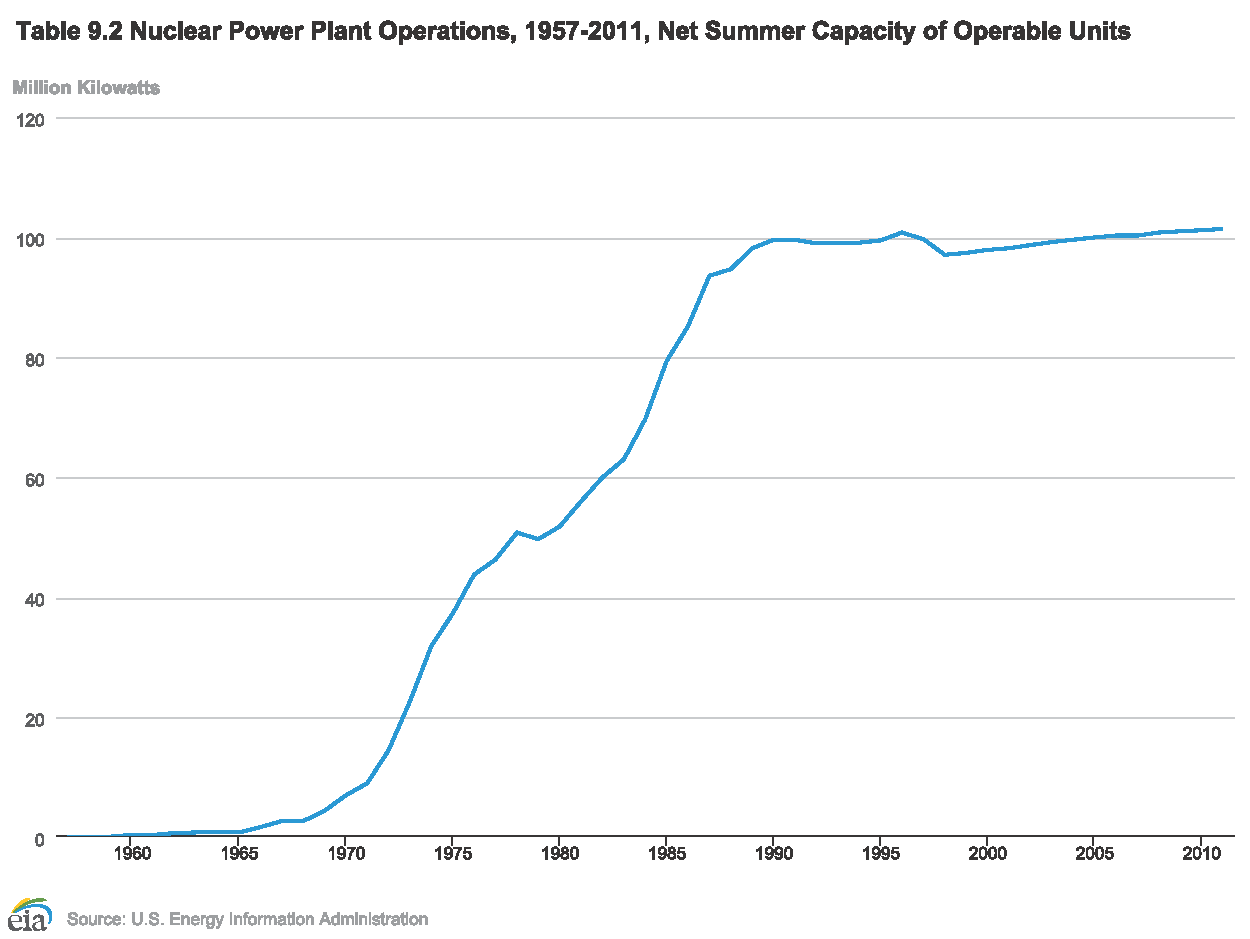
미국 원자력 발전소의 순 여름철 전기 생산 용량, 1949–2011

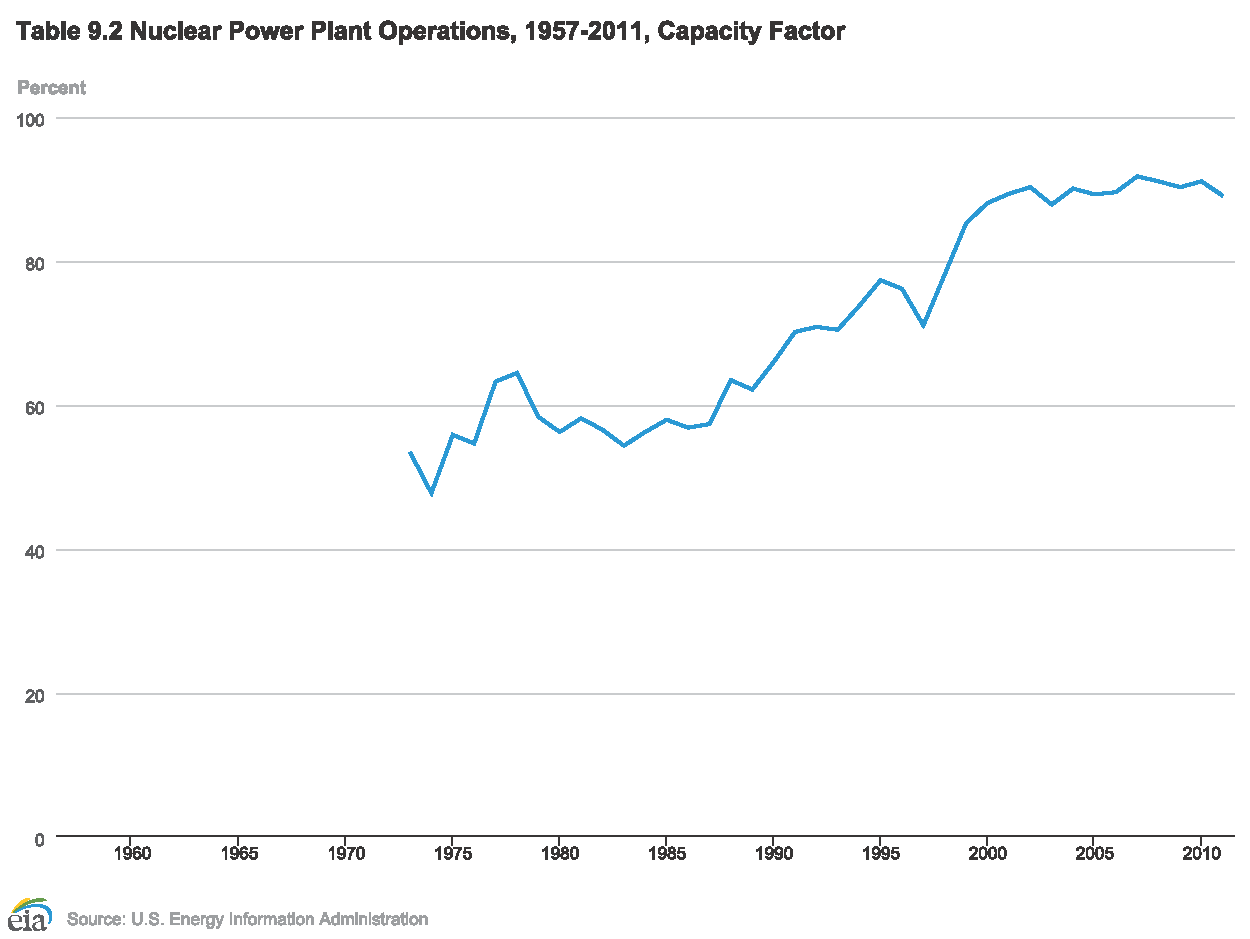
미국 원자력 발전소의 평균 용량 계수, 1957–2011

1970년대 중반이 되면서 원자력 발전이 예상했던 것만큼 빠르게 성장하지 않을 것이 분명해졌다. 비용 초과는 때때로 원래 산업 추정치의 10배에 달했으며, 이는 심각한 문제가 되었다. 1966년부터 1977년까지 건설된 75개 원자력 발전소의 경우, 비용 초과는 평균 207%에 달했다. 1979년 스리마일섬 사고로 인해 반대와 문제가 더욱 심화되었다.
원자력에 대한 과도한 투자는 1970년대에 5개의 대형 원자력 발전소를 건설하려 했던 공공 기관인 워싱턴 공공 전력 공급 시스템의 재정적 붕괴를 초래했다. 1983년까지 비용 초과와 지연, 그리고 전력 수요 증가의 둔화로 인해 WPPSS 발전소 2개가 취소되고 다른 2개는 건설이 중단되었다. 더욱이 WPPSS는 22억 5천만 달러의 지방채를 채무불이행했는데, 이는 미국 역사상 가장 큰 지방채 채무불이행 중 하나이다. 이후의 소송은 해결하는 데 거의 10년이 걸렸다.
결국 120개 이상의 원자로 주문이 취소되었고, 신규 원자로 건설은 중단되었다. 2009년 앨 고어 전 미국 부통령은 미국 원자력 발전의 역사적 기록과 신뢰성에 대해 다음과 같이 언급했다.

1953년부터 2008년까지 미국에서 원래 주문된 253개 원자력 발전 원자로 중 48%는 취소되었고, 11%는 조기 폐쇄되었으며, 14%는 최소 1년 이상의 가동 중단을 경험했고, 27%는 1년 이상의 가동 중단 없이 운영되고 있다. 따라서 주문된 원자로의 약 4분의 1, 또는 완공된 원자로의 약 절반만이 여전히 운영 중이며 상대적으로 신뢰할 수 있음이 입증되었다.

1985년 2월 11일자 포브스 지의 표지 기사는 미국 원자력 프로그램의 전반적인 관리에 대해 다음과 같이 논평했다.

미국 원자력 프로그램의 실패는 사업 역사상 가장 큰 경영 재앙으로, 기념비적인 규모의 재앙이다... 이제 돈이 잘 쓰였다고 생각하는 사람은 눈먼 사람이거나 편향된 사람뿐이다. 이는 미국 소비자, 미국 산업의 경쟁력, 프로그램을 수행한 유틸리티 회사, 그리고 이를 가능하게 한 자유 기업 시스템의 패배이다.

### 스리마일섬 사고 이후

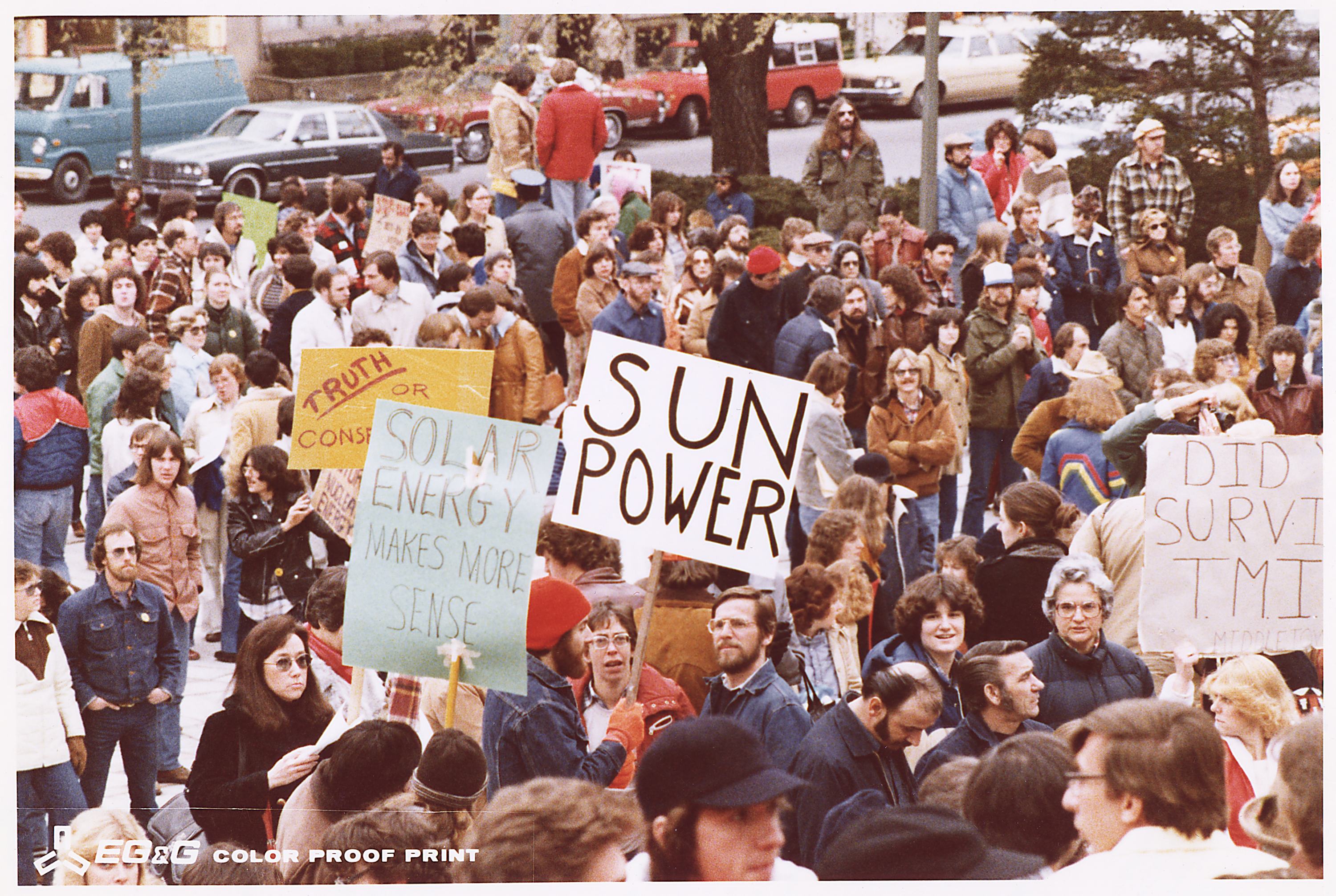
1979년 4월 펜실베이니아주 해리스버그에서 열린 반핵 시위

NRC는 "(...스리마일섬 사고...)는 미국 상업용 원자력 발전소 운영 역사상 가장 심각한 사고였지만, 발전소 직원이나 인근 지역 주민들에게 사망이나 부상을 초래하지는 않았다."고 보고했다. 세계 원자력 협회는 "...1979년 TMI-2 사고 이후 방사능 방출 및 TMI 주변 사람들과 환경에 대한 가능한 영향에 대해 십여 개 이상의 주요 독립 연구가 평가되었다. 가장 최근의 연구는 32,000명을 대상으로 한 13년 연구였다. 어떤 연구에서도 사고와 연관될 수 있는 암과 같은 부작용이 발견되지 않았다."고 보고했다. 미국 내 다른 원자력 사고(INES 레벨 1~3으로 정의되는 민간 원자력 시설의 안전 관련 사건)에는 데이비스-베세 원자력 발전소가 포함되며, 1979년 이후 미국에서 발생한 조건부 노심 손상 빈도가 가장 높은 상위 5개 원자력 사고 중 2개가 이 발전소에서 발생했다고 원자력 규제 위원회는 밝혔다.
스리마일섬 사고 이후 대중들 사이에서 제기된 우려에도 불구하고, 이 사고는 원자로 안전 시스템의 성공을 보여준다. 사고로 인해 방출된 방사능은 거의 전적으로 강화 콘크리트 격납 건물 내에 갇혀 있었다. 모든 미국 원자력 발전소에 있는 이 격납 건물은 멜트다운이나 사고 발생 시 방사성 물질을 성공적으로 가두도록 설계되었다. 스리마일섬에서는 격납 건물이 설계대로 작동하여 방사성 에너지를 성공적으로 봉쇄했다. 사고 후 방출된 낮은 수준의 방사능은 무해한 것으로 간주되며, 발전소 인근 거주자들에게 부상이나 사망을 초래하지 않았다.
심각한 원자력 사고 발생 확률이 낮다는 기술적 연구가 많음에도 불구하고, 수많은 설문 조사에서 대중은 "원자력에 대해 매우 깊이 불신하고 불안해하는" 상태로 남아 있음이 드러났다. 일부 논평가들은 원자력에 대한 대중의 지속적인 부정적인 평가가 핵무기와의 독특한 연관성을 반영한다고 주장했다.

[원자력]이 다른 기술과 다르게 인식되는 또 다른 이유는 그 태생과 탄생에 있다. 원자력 에너지는 비밀리에 고안되었고, 전쟁에서 태어났으며, 처음에는 공포 속에서 세상에 드러났다. 아무리 많은 지지자들이 평화로운 원자와 핵무기 원자를 분리하려 노력해도, 그 연관성은 대중의 마음에 확고히 박혀 있다.

몇몇 미국 원자력 발전소는 반핵 활동가 단체의 성공적인 캠페인으로 인해 설계 수명보다 훨씬 일찍 폐쇄되었다. 여기에는 캘리포니아의 랜초 세코(1989년)와 오리건의 트로이잔(1992년)이 포함된다. 북부 캘리포니아의 훔볼트 만 원자력 발전소는 지질학자들이 리틀 살몬 단층 위에 건설되었다는 것을 발견한 지 13년 만인 1976년에 폐쇄되었다. 쇼어햄 원자력 발전소는 완공되었지만, 스리마일섬 사고와 체르노빌 원자력 발전소 사고 이후의 정치적 분위기 때문에 승인된 비상 대피 계획이 합의되지 못해 상업적으로 운영되지 못했다. 미국 원자력 발전소의 마지막 영구 폐쇄는 1997년에 있었다.
미국 원자로는 원래 40년 동안 운영 허가를 받았다. 1980년대에 NRC는 더 긴 서비스 기간을 막을 기술적인 문제는 없다고 결정했다. 미국 원자로의 절반 이상이 30년 이상 되었고 거의 모든 원자로가 20년 이상 되었다. 2011년 기준 60개 이상의 원자로가 허가된 수명에 20년 연장을 받았다. 모든 미국 원자로의 평균 용량 계수는 1970년대와 1980년대의 60% 미만에서 2007년에는 92%로 향상되었다.
스리마일섬 사고 이후, 1967년부터 1978년까지 연평균 12개 이상 발행되던 NRC의 원자로 건설 허가는 갑자기 중단되었다. 1979년부터 2012년까지 허가가 발행되지 않았다 (2012년에 4개의 신규 원자로 계획이 건설 허가를 받았다). 허가받은 많은 원자로가 건설되지 않았거나, 프로젝트가 포기되었다. 스리마일섬 사고 이후 완공된 원자로는 건설 허가부터 운영 시작까지 훨씬 더 긴 시간이 걸렸다. 원자력 규제 위원회 자체는 오랫동안 지연된 시브룩 원자력 발전소에 대한 규제 감독을 "파편화되고 조정되지 않은 정부 의사 결정의 패러다임"이자 "관료주의와 경제에 스스로 질식하는 시스템"이라고 묘사했다. 미국 내 가동 중인 발전 원자로 수는 1991년에 112개로 최고조에 달했지만, 건설 허가를 받은 177개보다 훨씬 적었다. 1998년에는 가동 중인 원자로 수가 104개로 감소하여 2013년 현재까지 유지되고 있다. 1991년 이후 8개 원자로의 감소로 인한 발전량 손실은 기존 원자로의 발전 용량 증강으로 상쇄되었다.
스리마일섬 사고 이후의 문제에도 불구하고, 미국 내 원자력 발전량은 꾸준히 증가하여 다음 30년 동안 세 배 이상 증가했다. 1979년 (스리마일섬 사고 발생 연도) 2550억 킬로와트시에서 2007년 8060억 킬로와트시로 증가했다. 이러한 증가는 운영 중인 원자로 수의 증가(1979년 69개에서 2007년 104개로 51% 증가)와 이 기간 동안의 용량 계수 대폭 증가 때문이었다. 1978년, 원자력 발전소는 정격 출력 용량의 64%만 전기를 생산했다. 1979년부터 1980년대 중반까지 일련의 새로운 안전 규제로 인해 운영자들은 필수 개조를 위해 원자로를 반복적으로 폐쇄해야 했으므로, 스리마일섬 사고 기간과 그 이후에도 성능은 더욱 저하되었다. 1990년이 되어서야 미국 원자력 발전소의 평균 용량 계수가 1978년 수준으로 돌아왔다. 용량 계수는 2001년까지 계속 상승했다. 2001년 이후 미국 원자력 발전소는 정격 용량의 약 90% 수준에서 꾸준히 전력을 공급하고 있다. 2016년에는 발전소 수가 100개였고 4개가 건설 중이었다.

### 후쿠시마의 영향

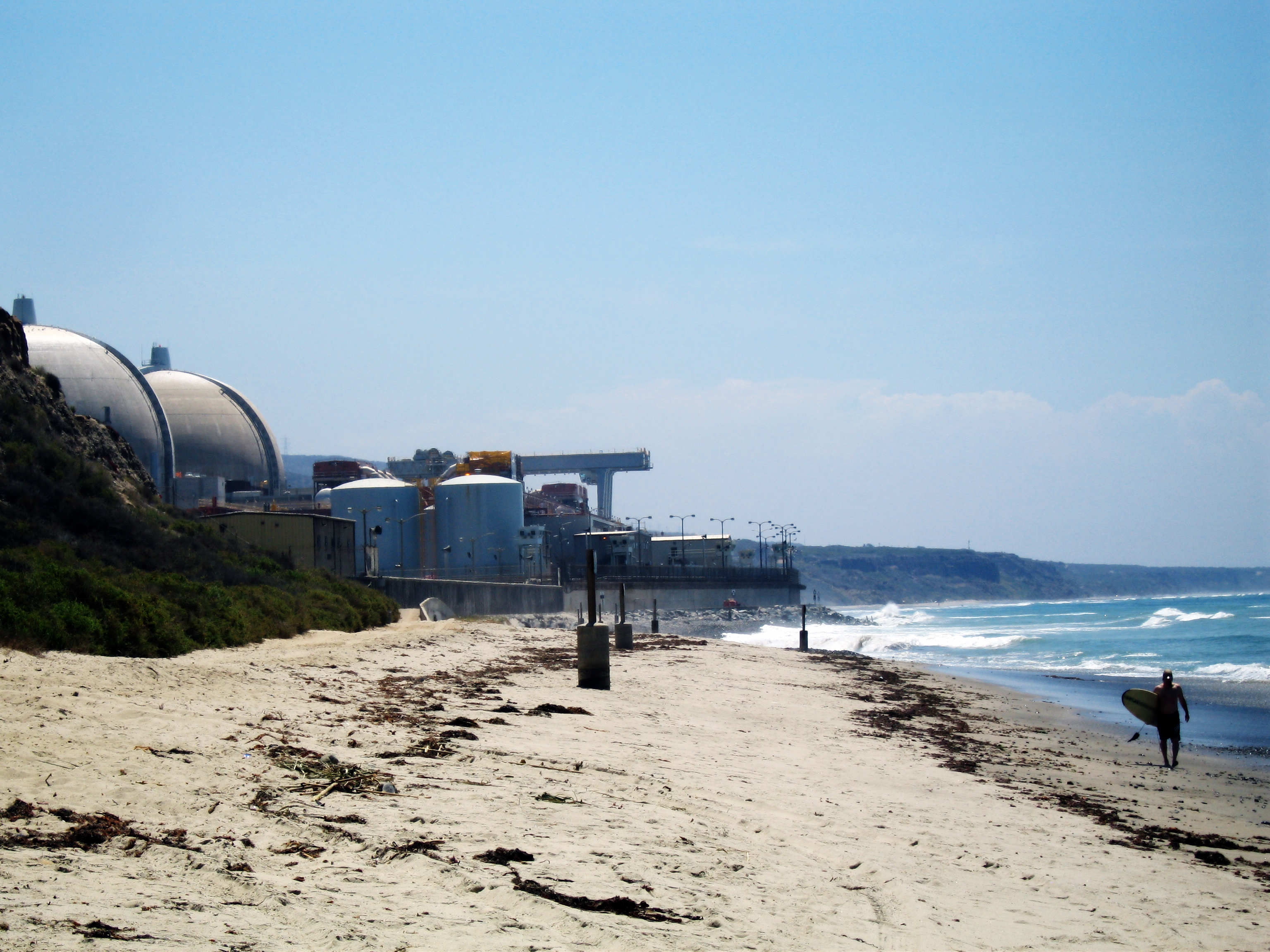
샌 오노프레 원자력 발전소는 2013년에 폐쇄되었다. 샌 오노프레에는 약 1,700톤의 사용후핵연료가 있다.

2011년 일본 원자력 사고 이후, 미국 원자력 규제 위원회는 버락 오바마 대통령의 요청에 따라 미국 전역의 104개 원자력 발전 원자로에 대한 포괄적인 안전 검토를 시작할 것이라고 발표했다. 총 45개 단체와 개인은 NRC가 철저한 후쿠시마 원자로 위기 조사 검토를 완료할 때까지 15개 주에 제안된 21개 원자로 프로젝트에 대한 모든 허가 및 기타 활동을 중단해 줄 것을 공식적으로 요청했다. 청원인들은 또한 NRC에 자체 조사를 보완하기 위해 1979년의 심각하지만 덜 심각했던 스리마일섬 사고 이후에 설립된 것과 유사한 독립 위원회를 설립해 줄 것을 요청했다. 오바마 행정부는 "일본의 위기에도 불구하고 미국 내 원자력 발전 확장을 계속 지지했다".
업계 관계자는 후쿠시마 사고 이후 현행 및 신규 원자력 발전소 모두의 비용이 증가할 가능성이 높다고 지적했다. 이는 현장 사용후핵연료 관리 요건 증가 및 설계기준 위협 상승 때문이다. 기존 원자로의 면허 연장은 추가적인 조사를 받게 될 것이며, 결과는 발전소가 새로운 요건을 충족하는지 여부에 따라 달라질 것이다. 또한 미국에서 가동 중인 100개 원자로 중 60개 이상에 이미 부여된 일부 연장이 재검토될 수 있다. 사용후핵연료의 현장 저장, 통합 장기 저장 및 지질 처분은 "후쿠시마 저장 수조 경험 때문에 새로운 시각으로 재평가될 가능성이 높다". 마크 쿠퍼는 2010년과 2011년에 이미 급등했던 원자력 발전 비용이 "일본 원자로 사고 이후 강화된 안전 감독 및 규제 지연으로 인해 50% 더 오를 수 있다"고 제안했다.
2011년 런던 기반 은행 HSBC는 "스리마일섬과 후쿠시마를 배경으로 볼 때, 미국 대중은 대규모 신규 원자력 건설을 지지하기 어려울 수 있으며, 새로운 발전소 연장도 허용되지 않을 것으로 예상한다. 따라서 미국 의회에서 논의 중인 청정에너지 표준은 가스 및 재생 에너지에 훨씬 더 큰 비중을 두게 될 것이며, 효율성도 강조될 것이다."라고 밝혔다.

### 경쟁력 문제
2015년 5월, 제너럴 아토믹스의 수석 부사장은 셰일 가스의 빠른 개발 등으로 인해 미국의 화석 연료 생산 비용이 비교적 낮고, 원자력 발전소의 금융 비용이 높기 때문에 미국 원자력 산업이 어려움을 겪고 있다고 밝혔다.
2016년 7월, 도시바는 "미국 에너지 가격 하락으로 인해 도시바가 ABWR 건설 프로젝트의 추가 기회를 기대할 수 없게 되었기 때문에" 향상된 비등수형 원자로의 미국 설계 인증 갱신을 철회했다.
2016년, 뉴욕 주지사 앤드루 쿠오모는 뉴욕 공공 서비스 위원회에게 천연가스와의 경쟁에서 원자력 발전소가 수익성을 유지할 수 있도록 재생 에너지원과 유사하게 요금납부자 자금 지원 보조금을 고려하도록 지시했다.
2018년 3월, 퍼스트에너지는 오하이오와 펜실베이니아의 규제 완화된 전력 시장에 위치한 비버 밸리, 데이비스-베세, 페리 원자력 발전소를 향후 3년 내에 경제적인 이유로 폐쇄할 계획이라고 발표했다.
2019년, 미국 에너지 관리청은 새로운 첨단 원자력 발전소의 균등화 발전 비용을 정부 보조금 없이 킬로와트시당 0.0775달러로 수정했으며, 이는 30년 비용 회수 기간 동안 4.3%의 자본 비용 (WACC)을 사용한 것이다. 금융 회사 라자드 또한 새로운 원자력 발전의 균등화 발전 비용 보고서를 업데이트하여 40년 수명 동안 상업적인 7.7%의 자본 비용 (WACC)(고위험 40% 지분 금융에 대한 세전 12% 비용 및 60% 대출 금융에 대한 8% 비용)을 사용하여 킬로와트시당 0.118달러에서 0.192달러로 책정했으며, 이는 주거용 태양광 발전을 제외하고는 가장 비싼 민간 자금 지원 비첨두 발전 기술이 되었다.
2020년 8월, 엑셀온은 바이런 및 드레스덴 발전소를 각각 20년 및 10년 더 운영할 수 있는 면허가 있음에도 불구하고 경제적인 이유로 2021년에 폐쇄하기로 결정했다. 2021년 9월 13일, 일리노이 상원은 바이런을 포함한 주내 원자력 발전소에 7억 달러에 가까운 보조금을 포함하는 법안을 승인했으며, 이에 따라 엑셀온은 폐쇄 명령을 철회했다.

### 웨스팅하우스 챕터 11 파산
2017년 3월 29일, 모회사 도시바는 원자로 건설 프로젝트에서 발생한 90억 달러의 손실로 인해 웨스팅하우스 일렉트릭 컴퍼니를 챕터 11 파산에 빠뜨렸다. 이 손실의 주요 원인은 조지아주의 보글과 사우스캐롤라이나주의 V. C. 서머에 건설 중인 4개의 AP1000 원자로이다. 미국 정부는 미국에서 건설 중인 보글 원자로의 자금 조달을 위해 83억 달러의 대출 보증을 제공했는데, 이 원자로는 지연되고 있지만 여전히 건설 중이다. 2017년 7월, V.C. 서머 발전소의 소유주인 사우스캐롤라이나의 두 최대 유틸리티 회사는 프로젝트를 종료했다. 피터 A. 브래드포드 전 원자력 규제 위원회 위원은 "그들은 핵 르네상스의 환상에 큰 돈을 걸었다"고 언급했다.
다른 미국의 신규 원자력 공급업체인 제너럴 일렉트릭은 신규 원자력의 경제적 타당성에 대한 우려 때문에 이미 원자력 사업 규모를 축소했다.
2000년대에 미국에서 핵발전에 대한 관심이 다시 높아졌는데, 이는 예상되는 정부의 탄소 배출 규제와 화석 연료 가격 상승에 대한 믿음 때문이었다. 그러나 결국 웨스팅하우스의 파산 이후 단 두 개의 새로운 원자로만이 건설 중이었다. 또한 1973년에 건설이 시작되었으나 1980년대에 중단되었던 와츠 바 2호기가 2016년에 완공 및 가동되었다.

### 가능한 르네상스

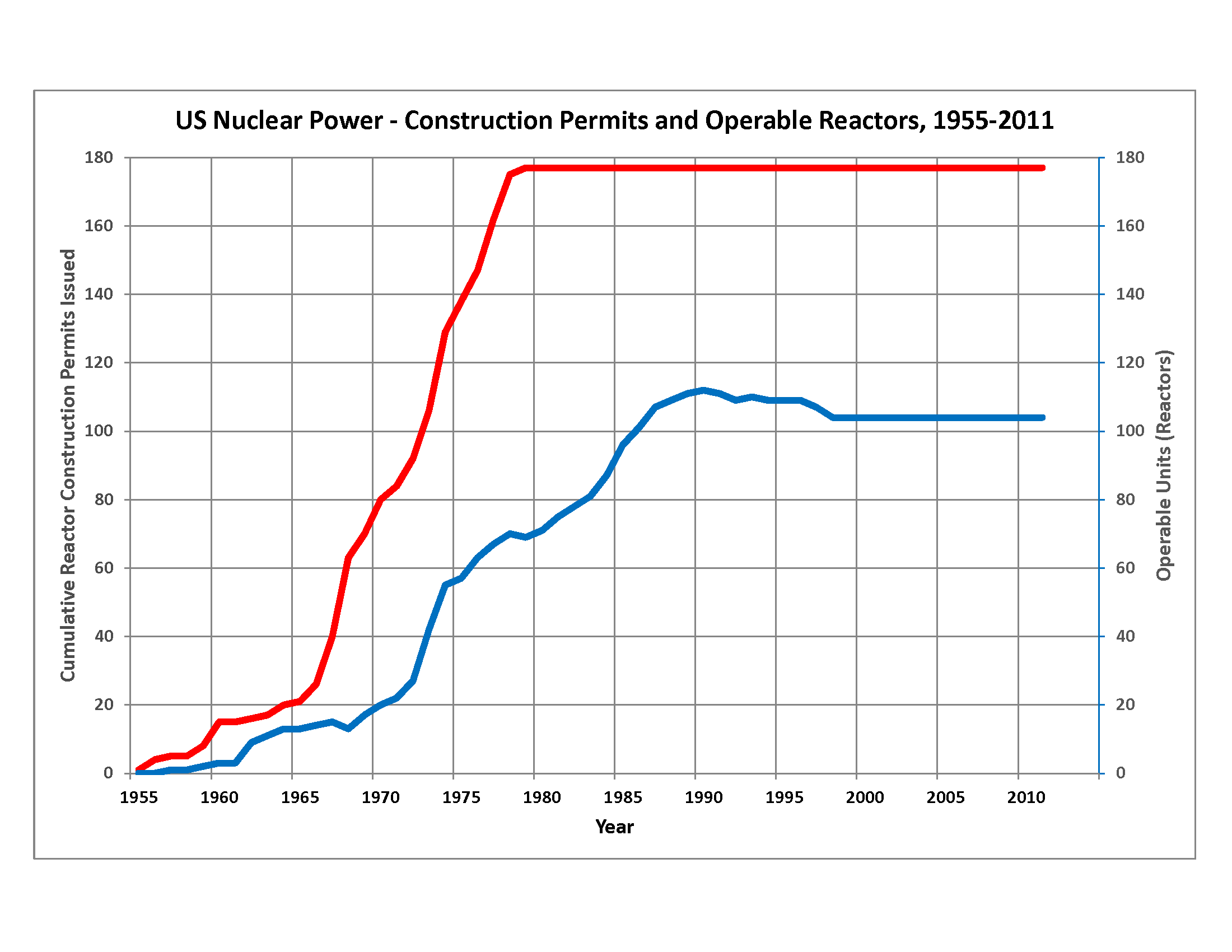
미국 원자로 건설 허가 발급 (빨간색) 및 가동 중인 원자력 발전 원자로 (파란색), 1955–2011 (미국 EIA 자료)

2008년, 쇼 그룹과 웨스팅하우스는 레이크찰스의 레이크찰스 항구에 웨스팅하우스 AP1000 원자로 부품을 생산하는 공장을 건설할 것이라고 보도되었다. 2008년 10월 23일, 노스롭그루먼과 아레바가 뉴포트뉴스에 원자로를 건설할 공장을 계획하고 있다고 보도되었다.
2009년 03월 기준 NRC는 26개의 신규 원자로 건설 신청을 받았으며 7개의 추가 신청이 예상되었다. 이 중 6개의 원자로는 주문되었다. 일부 신청은 각 혁신적인 원자로 설계에 대해 사용할 수 있는 정부 인센티브를 위한 대기열에 자리를 예약하기 위해 이루어졌다.
2009년 5월, 17개 원자로를 운영하는 엑셀온의 회장 존 로우는 연방 정부 대출 보증이 없으면 텍사스에 건설 중인 2개의 신규 원자로 건설을 취소하거나 연기할 것이라고 밝혔다. 에이모리 로빈스는 "시장 세력이 몇 년 전에 그것을 죽였다"고 덧붙였다. 로빈스는 핵 에너지에 대한 적극적인 반대자였으며 1970년대에 핵 에너지에 반대하여 비용 증가에 기여했다.
2009년 7월, 제안된 빅토리아 카운티 원자력 발전소가 자금 조달에 어려움을 겪으면서 지연되었다. 2009년 4월 기준, 아메렌UE는 미주리 주 의회가 발전소 완공 전 프로젝트 비용의 일부를 소비자에게 청구하는 것을 허용하지 않아 미주리 주에 제안된 발전소 건설 계획을 중단했다. 뉴욕 타임스는 "재정 및 규제 확실성"이 없으면 회사가 진행할 수 없다고 보도했다. 이전에 미드아메리칸 에너지 컴퍼니는 "아이다호 페이엇 카운티에서 원자력 발전소 건설 추구를 중단"하기로 결정했다. 미드아메리칸은 비용을 결정의 주요 요인으로 언급했다.
연방 정부는 신규 발전소 건설 노력을 조율하는 원자력 발전 2010 프로그램과 에너지 정책법 (2005년)을 통해 개발을 장려했다. 2010년 2월, 버락 오바마 대통령은 조지아 파워의 보글 전력 발전소에 두 개의 신규 원자로에 대한 대출 보증을 발표했다. 캐롤 브라우너 백악관 에너지 및 기후 변화 정책실 국장은 이 원자로들이 "우리가 바라는 많은 신규 원자력 프로젝트 중 첫 번째일 뿐"이라고 말했다.
2010년 2월, 버몬트주 상원은 방사성 삼중수소 누출, 발전소 관계자의 증언 중 허위 진술, 2007년 냉각탑 붕괴, 기타 문제를 이유로 2012년 이후 버몬트 양키 원자력 발전소의 운영을 막기 위해 26대 4로 표결했다. 주법에 따라 원자력 발전소가 계속 운영되려면 운영 허가 갱신이 의회 양원의 승인을 받아야 한다.
2010년, 일부 기업은 신청을 철회했다. 2010년 9월, 뉴욕 타임스의 매튜 월드는 "현재 핵 르네상스는 작고 느리게 진행되고 있다"고 보도했다.
2011년 1분기에 재생 가능 에너지는 미국 전체 에너지 생산량의 11.7%(2.245 쿼드리언 BTU)를 차지하여 원자력 발전량(2.125 쿼드리언 BTU)을 넘어섰다. 2011년은 1997년 이후 처음으로 재생 에너지가 미국의 총 에너지 생산량에서 원자력을 초과한 해였다.
2011년 8월, 테네시강 유역 개발 공사 (TVA) 이사회는 벨레폰테 원자력 발전소 1호기 건설을 추진하기로 결정했다. 또한 TVA는 벨레폰테의 첫 두 유닛의 건설 재개를 청원했다. 2012년 3월 현재, 많은 계약자들이 해고되었으며 벨레폰테 1호기의 최종 비용과 시기는 TVA가 완공 중인 다른 원자로인 테네시주의 와츠 바 2호기의 작업에 따라 달라질 것이다. 2012년 2월, TVA는 와츠 바 2호기 프로젝트가 예산을 초과하고 예정보다 지연되고 있다고 밝혔다.
새로 승인된 유닛 중 첫 두 개는 기존 보글 전기 발전소의 3호기와 4호기였다. 2011년 12월 현재, 서던 컴퍼니는 두 개의 새로운 원자력 유닛 건설을 시작했다. 이들은 각각 2016년과 2017년에 상업 전력을 공급할 것으로 예상되었다. 서던 컴퍼니가 주요 건설 시작 허가를 받은 지 일주일 만에, 십여 개 단체가 확장 프로젝트를 중단하라는 소송을 제기했는데, 이는 "일본의 후쿠시마 다이치 원전 사고 이후 공공 안전 및 환경 문제가 고려되지 않았다"는 이유였다. 이 소송은 2012년 7월에 기각되었다.
2012년, 원자력 규제 위원회는 34년 만에 처음으로 두 개의 기존 발전소에 4개의 새로운 원자로 건설 허가를 승인했다. 보글 발전소에 제안된 두 개의 원자로에 대한 첫 번째 신규 허가는 2012년 2월에 승인되었다. NRC 의장 그레고리 야코는 일본의 2011년 후쿠시마 원자력 재앙에서 비롯된 안전 우려를 이유로 유일하게 반대 투표를 던졌다. 그는 "후쿠시마가 결코 일어나지 않은 것처럼 이 면허를 발행하는 것을 지지할 수 없다"고 말했다.

2017년 상업 원자력 배치 글로벌 현황
운영 중인 원자로, 신규 원자로 건설 중
운영 중인 원자로, 신규 건설 계획 중
원자로 없음, 신규 원자로 건설 중
원자로 없음, 신규 계획 중
운영 중인 원자로, 안정
운영 중인 원자로, 단계적 폐쇄 결정
민간 원자력 발전 불법
상업용 원자로 없음

또한 2012년에는 사우스캐롤라이나주 SCANA 버질 C. 서머 원자력 발전소의 2호기와 3호기가 승인되었으며, 각각 2017년과 2018년에 상업운전을 시작할 예정이었다. 몇 차례 완공 예정일이 변경된 후, 2017년 7월 프로젝트는 중단되었다.
메릴랜드주의 캘버트 클리프스 원자력 발전소의 3호기, 사우스 텍사스 원자력 발전소의 3호기와 4호기, 그리고 텍사스주의 다른 2개 원자로, 플로리다주의 4개, 미주리주의 1개 원자로가 검토 중이었다. 그러나 이들 모두는 연기되거나 취소되었다.
2012년 8월, 컬럼비아 특별구 항소 법원은 NRC의 임시 저장 및 영구 핵폐기물 처분 규칙이 국가환경정책법을 위반한다고 판결하여 NRC가 최종 허가를 부여할 법적 능력을 상실하게 만들었다. 이 판결은 최종 폐기물 저장소 계획의 부재를 근거로 했다.
2013년 3월, 버질 C. 서머 원자력 발전소 2호기 기초 콘크리트 타설이 이루어졌다. 3호기의 첫 콘크리트는 2013년 11월 4일에 완료되었다. 보글 전기 발전소 3호기 건설은 같은 달에 시작되었다. 4호기는 2013년 11월에 시작되었다. 그러나 웨스팅하우스의 파산 이후, 프로젝트는 중단되었다.
2015년, 미국 에너지 관리청은 중심 추정치(고유가스 자원 시나리오)에서 원자력 발전이 미국의 총 발전량에서 차지하는 비중이 2040년까지 19%에서 15%로 감소할 것으로 추정했다. 그러나 중심 추정치에서 총 발전량이 2040년까지 24% 증가함에 따라, 원자력 발전의 절대량은 거의 변동이 없을 것으로 보인다.
2017년, 미국 에너지 정보국은 미국의 원자력 발전 용량이 2016년 99.1 GW에서 2050년 76.5 GW로 23% 감소할 것으로 예측했으며, 전력 생산에서 원자력의 비중은 2016년 20%에서 2050년 11%로 감소할 것으로 전망했다. 이러한 감소는 기존 유닛의 폐쇄가 주원인이 될 것이며, 현재 건설 중인 추가 유닛과 기존 원자로의 예상 용량 확장이 부분적으로 상쇄될 것이다.
블루 캐슬 프로젝트는 2023년 유타주 그린 리버 근처에서 건설을 시작할 예정이다. 이 발전소는 두 원자로가 가동되면 그린 강에서 연간 53,500 에이커피트 (66백만 세제곱미터)의 물을 사용할 것이다. 첫 번째 원자로는 2028년에, 두 번째 원자로는 2030년에 가동될 예정이다.
2018년 6월 4일, 월드 뉴클리어 뉴스는 "도널드 트럼프 대통령은 릭 페리 에너지부 장관에게 조기 폐쇄 위기에 처한 원자력 발전소를 포함하여 국가 전력망에서 '연료 안정 전력 시설'의 손실을 막기 위한 즉각적인 조치를 취하도록 지시했다"고 보도했다.
2020년 8월 23일, 포브스는 "[2020년 민주당 강령]은 1972년 이후 처음으로 민주당이 그 강령에서 원자력 에너지에 대해 긍정적인 언급을 한 것이다"라고 보도했다.
2022년 4월, 연방 정부는 폐쇄가 예정된 7개 발전소와 폐쇄 위험에 처한 다른 발전소를 대상으로 한 60억 달러 규모의 보조금 프로그램을 발표하여 이들의 계속 운영을 장려하려 했다. 이는 2021년 11월에 통과된 인프라 투자 및 일자리법에 의해 자금이 조달될 것이다.
2023년 11월, 미국 최초의 소형모듈원자로 (SMR) 배치 프로젝트인 아이다호의 탄소 없는 전력 프로젝트가 뉴스케일 원자로 6기를 사용하여 비용 증가로 취소되었다. 이로 인해 미국 내 다른 SMR 설계의 상업적 전망에 대한 우려가 제기되었다.
2024년 1월, 홀텍 인터내셔널이 미국 에너지부로부터 15억 달러를 지원받아 팔리세이즈 원자력 발전소를 재가동할 것이라고 발표되었다. 목표는 2025년까지 800메가와트급 발전소를 가동하는 것이다. 이러한 움직임은 조 바이든 행정부가 캘리포니아의 디아블로 캐니언 원자력 발전소를 계속 가동하기 위해 이전에 11억 달러의 대출을 제공한 선례가 있다.
2025년, 조지아주 웨인즈버로의 보글 2호 원자로는 5% 이상의 235
U로 농축된 연료인 고농축 저농축 우라늄 연료를 사용한 최초의 미국 상업용 원자로가 되었다.

## 원자력 발전소
2020년 기준 미국에서는 총 88개의 원자력 발전소가 건설되었으며, 이 중 86개는 적어도 하나의 운영 가능한 원자로를 보유했다.
2019년에 NRC는 터키 포인트 3호기와 4호기에 대해 20년 면허 연장을 승인했는데, 이는 NRC가 총 80년 수명까지 면허를 연장한 최초의 사례였다. 약 20개 원자로에 대한 유사한 연장이 계획되거나 의도되고 있으며, 앞으로 더 많은 연장이 예상된다.

## 안전 및 사고

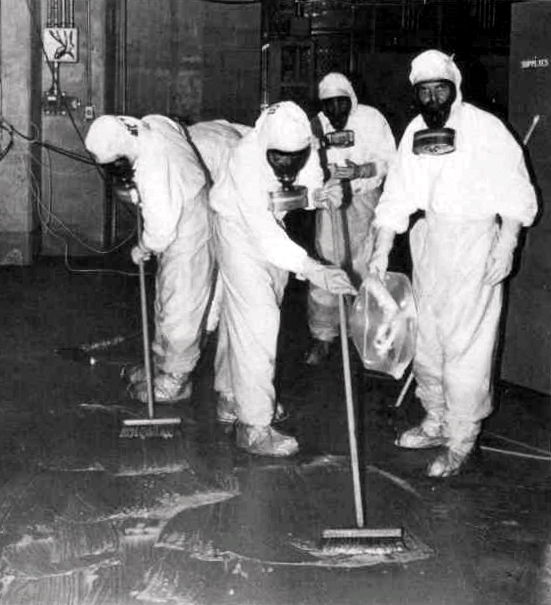
스리마일섬 원자력 발전소 사고 후 방사능 오염 제거 작업을 하는 청소팀

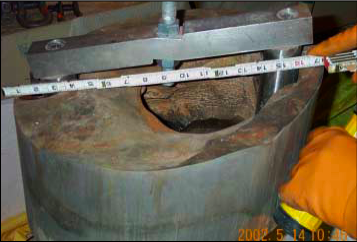
2002년 데이비스-베세 원자력 발전소에서 지속적인 붕산수 누출로 인해 발생한 탄소강 원자로 헤드 침식.

미국 내 원자력 발전소의 규제는 원자력 규제 위원회(NRC)가 담당하며, 이 기관은 국가를 4개의 행정 구역으로 나눈다.

### 스리마일섬
1979년 3월 28일, 펜실베이니아주 스리마일섬 원자력 발전소에서 장비 고장과 운전자 오류가 냉각재 상실과 부분 노심 용융의 원인이 되었다. 기계적 고장은 부적절한 훈련과 발전소 사용자 인터페이스의 모호한 제어실 지표와 관련된 인간-컴퓨터 상호작용 설계 오류 등 인간적 요인으로 인해 운전자들이 상황을 냉각재 상실사고로 처음 인지하지 못하면서 더욱 악화되었다. 사고의 범위와 복잡성은 5일 동안 분명해졌다. 메트로폴리탄 에디슨 직원, 펜실베이니아 주 관계자, 미국 NRC 관계자들이 문제를 이해하고, 언론 및 지역 사회에 상황을 전달하며, 사고가 비상 대피를 필요로 하는지 결정하고, 궁극적으로 위기를 종식시키기 위해 노력했다. NRC가 40,000갤런의 방사성 폐수를 서스퀘해나 강에 직접 방출하도록 승인한 것은 언론과 지역 사회의 신뢰를 잃게 만들었다.
스리마일섬 사고는 페로의 저서 "정상 사고"에 영감을 주었는데, 이 책에서는 복잡한 시스템에서 여러 실패의 예기치 않은 상호작용으로 인해 핵 사고가 발생한다. TMI는 "예상치 못하고, 이해할 수 없으며, 통제 불능이고, 피할 수 없는" 정상 사고의 예시였다. 세계 원자력 협회는 TMI-2의 손상된 원자로 시스템 청소에 거의 12년이 걸렸고 약 9억 7,300만 달러의 비용이 들었다고 밝혔다. 벤저민 K. 소바쿨은 2007년 주요 에너지 사고에 대한 예비 평가에서 TMI 사고가 총 24억 달러의 재산 피해를 입혔다고 추정했다. 스리마일섬 사고의 건강 영향은 널리, 그러나 보편적으로는 아니지만, 매우 낮은 수준으로 합의되어 있다. 이 사고는 전 세계적으로 시위를 촉발시켰다.
1979년 스리마일섬 사고는 미국의 핵 안전에 대한 의문을 제기하는 중요한 사건이었다. 그 이전에도 유사한 영향을 미친 사건들이 있었다. 1975년 브라운즈 페리 화재와 1976년 GE 스리라는 세 명의 우려되는 제너럴 일렉트릭 (GE) 핵 엔지니어들의 증언이 그러했다. 1981년, 캘리포니아의 디아블로 캐니언 발전소 원자로에서 작업자들이 실수로 파이프 지지대를 거꾸로 설치하여 지진 방호 시스템이 손상되었고, 이는 핵 안전에 대한 신뢰를 더욱 떨어뜨렸다. 이러한 잘 알려진 사건들은 1970년대와 1980년대에 미국 핵 산업에 대한 대중의 지지를 약화시켰다.

#### 재개장
마이크로소프트는 2024년 9월 컨스텔레이션 에너지와 오랜 기간 휴면 상태였던 원자력 발전소를 재개장하여 향후 20년 동안 생산되는 전력의 100%를 확보하는 계약을 발표했다. 승인될 경우, 이는 미국 역사상 최초의 원자력 발전소 재가동 사례가 될 것이다. 이 계획은 발전소가 운영에 복귀하기 전에 미국 원자력 규제 위원회(NRC)의 광범위한 검토를 필요로 하는 엄격한 규제 장애물에 직면해 있다. 완전히 가동되면, 재개장된 시설은 약 800,000가구에 전력을 공급하기에 충분한 835메가와트의 전기를 생산할 것으로 예상된다.
발전소 재개장 및 현대화에 드는 예상 비용 16억 달러는 2022년 인플레이션 감축법에 포함된 원자력 에너지에 대한 세금 인센티브에 달려 있다.

### 기타 사건
2002년 3월 5일, 정비 작업자들이 데이비스-베세 원자력 발전소의 원자로 용기 헤드에 축구공 크기의 부식 구멍이 생긴 것을 발견했다. 부식으로 인해 사고가 발생하지는 않았지만, 이는 심각한 핵 안전 사건으로 간주되었다. 원자력 규제 위원회는 퍼스트에너지가 안전한 운영을 위해 필요한 모든 정비를 수행할 수 있도록 데이비스-베세를 2004년 3월까지 폐쇄 상태로 유지했다. NRC는 부식을 초래한 행동에 대해 퍼스트에너지에 사상 최대 규모인 500만 달러 이상의 벌금을 부과했다. 회사는 미국 법무부와의 합의에 따라 추가로 2,800만 달러의 벌금을 지불했다.
2013년, 캘리포니아의 샌 오노프레 원자력 발전소는 2010년-2011년에 교체되었던 증기 발생기에서 조기 마모가 발견되어 영구 폐쇄되었다.
미국 핵 산업은 모든 종류의 사고에 대해 세계 최고 수준의 산업 안전 기록을 유지하고 있다. 2008년에는 20만 작업 시간당 0.13건으로 산업 사고율이 최저치를 기록했다. 이는 2005년의 0.24건보다 개선된 수치이며, 이는 모든 제조업의 3.5건보다 14.6배 낮은 수치였다. 그러나 2011년 원자력 규제 위원회 보고서에 따르면, 미국 원자력 발전소 운영자의 4분의 1 이상이 "원자로 안전을 위협할 수 있는 장비 결함에 대해 규제 당국에 제대로 보고하지 않았다".
2009년 2월 현재, NRC는 새로운 발전소의 설계가 항공기 추락 시에도 원자로 격납고가 손상되지 않고, 냉각 시스템이 계속 작동하며, 사용후 연료 수조가 보호되도록 보장할 것을 요구한다. 이는 9·11 테러 이후 주목받은 문제이다. 이 규제는 현재 운영 중인 100개의 상업용 원자로에는 적용되지 않는다. 그러나 원자력 발전소의 격납 건물은 인류가 건설한 가장 강력한 구조물 중 하나이다. 독립적인 연구에 따르면, 기존 발전소는 대형 상업용 제트기의 충격에도 구조적 완전성을 잃지 않고 쉽게 견딜 수 있음이 입증되었다.
최근 원자로 핵 함대의 상당 부분에 영향을 미치는 안전 문제에 대한 우려가 표명되었다. 2012년, 운영 중인 원자력 발전소의 안전 문제를 추적하는 참여 과학자 모임은 "방사성 물질 누출은 거의 모든 원자로에서 만연한 문제이며, 핵 사고 위험을 초래하는 문제도 마찬가지이다"라고 밝혔다. 미국 원자력 규제 위원회는 미국 내 65개 원자력 발전소 중 48곳에서 방사성 삼중수소가 누출되었다고 보고했다.

### 후쿠시마 이후의 우려
후쿠시마 제1 원자력 발전소 사고 이후, 블랙 & 비치의 재난 후 연례 유틸리티 조사에 따르면, 조사된 미국 전기 유틸리티 산업의 700명의 임원 중 원자력 안전이 가장 큰 우려 사항이었다. 원자력 발전소의 현장 사용후 연료 관리 및 향상된 설계 기준 위협에 대한 요구 사항이 증가할 가능성이 높다. 기존 원자로의 면허 연장은 추가적인 조사를 받게 될 것이며, 결과는 발전소가 새로운 요구 사항을 충족하는 정도에 따라 달라질 것이다. 또한 미국에서 운영 중인 104개 원자로 중 60개 이상에 이미 부여된 일부 연장은 재검토될 수 있다. 사용후 연료의 현장 저장, 통합 장기 저장 및 지질 처분은 "후쿠시마 저장 수조 경험 때문에 새로운 관점에서 재평가될 가능성이 높다". 2011년 3월, 원자력 전문가들은 의회에 미국 원자력 발전소의 사용후 연료 수조가 너무 가득 차 있다고 말했다. 그들은 후쿠시마 제1 원자력 발전소 사고를 고려할 때 미국 전체의 사용후 연료 정책을 전면적으로 재검토해야 한다고 주장했다.
참여 과학자 모임의 핵 안전 담당 최고 책임자인 데이비드 로크바움은 후쿠시마 제1 발전소의 제너럴 일렉트릭 마크 1 원자로 설계의 안전성에 대해 반복적으로 의문을 제기했는데, 이 설계는 미국 핵 함대의 거의 4분의 1에서 사용되고 있다.
미국 내 원자로의 약 3분의 1은 비등수형 원자로로, 후쿠시마 제1 원자력 발전소 사고에 연루된 것과 동일한 기술이다. 또한 지진 활동이 활발한 서부 해안을 따라 8개의 원자력 발전소가 위치해 있다. 후쿠시마 다이이치 발전소와 같은 시기에 건설된 미국 원자로 12개는 지진 활동이 활발한 지역에 있다. 지진 위험은 종종 "최대 지반 가속도"(PGA)로 측정되며, 다음 원자력 발전소는 향후 50년 동안 PGA가 0.15g 이상일 확률이 2% 이상이다. 캘리포니아의 디아블로 캐니언, 캘리포니아의 샌 오노프레, 테네시의 시쿼야, 사우스캐롤라이나의 H.B. 로빈슨, 테네시의 와츠 바, 사우스캐롤라이나의 버질 C. 서머, 조지아의 보글, 뉴욕의 인디언 포인트, 사우스캐롤라이나의 오코니, 뉴햄프셔의 시브룩. 대부분의 원자력 발전소는 0.2g까지 작동하도록 설계되었지만, 0.2g보다 훨씬 높은 PGA를 견딜 수 있다.
| 날짜             | 발전소                         | 장소                          | 설명                                                                                             | 비용 (백만 달러 2006년 기준) |
| ---------------- | ------------------------------ | ----------------------------- | ------------------------------------------------------------------------------------------------ | ---------------------------- |
| 1979년 3월 28일  | 스리마일섬 원자력 발전소       | 런던데리 타운십, 펜실베이니아 | 냉각재 상실 및 부분 노심 용융, 스리마일섬 원자력 발전소 사고 및 스리마일섬 사고의 건강 영향 참조 | 2,400 달러                   |
| 1985년 3월 9일   | 브라운즈 페리 원자력 발전소    | 애선스 (앨라배마주)           | 시동 중 계측 시스템 오작동으로 세 개 유닛 모두 작동 중단                                         | 1,830 달러                   |
| 1986년 4월 11일  | 필그림 원자력 발전소           | 플리머스 (매사추세츠주)       | 보스턴 에디슨 발전소의 반복되는 장비 문제로 비상 정지                                            | 1,001 달러                   |
| 1987년 3월 31일  | 피치 바텀 원자력 발전소        | 델타 (펜실베이니아주)         | 냉각기 오작동 및 설명할 수 없는 장비 문제로 유닛 2호기와 3호기 정지                              | 400 달러                     |
| 1987년 12월 19일 | 나인 마일 포인트 원자력 발전소 | 스크라이바 (뉴욕)             | 오작동으로 나이아가라 모호크 전력 회사의 유닛 1호기 정지                                         | 150 달러                     |
| 1996년 2월 20일  | 밀스톤 원자력 발전소           | 워터포드 (코네티컷주)         | 밸브 누출로 유닛 1호기와 2호기 정지, 여러 장비 고장 발견                                         | 254 달러                     |
| 1996년 9월 2일   | 크리스탈 리버 3 원자력 발전소  | 크리스탈 리버 (플로리다주)    | 발전소 평형 장비 오작동으로 정지 및 광범위한 수리                                                | 384 달러                     |
| 2010년 2월 1일   | 버몬트 양키 원자력 발전소      | 버논 (버몬트주)               | 지하 파이프 노후로 방사성 삼중수소가 지하수로 누출                                               | 700 달러                     |

### 보안 및 의도적인 공격
미국 9·11 위원회는 원자력 발전소가 9·11 테러의 잠재적 표적이었다고 밝혔다. 만약 테러 단체가 원자력 발전소의 안전 시스템을 충분히 손상시켜 노심 용융을 일으키거나, 사용후 연료 수조를 충분히 손상시킬 수 있다면, 그러한 공격은 광범위한 방사능 오염을 초래할 수 있다. 연구 과학자인 해럴드 페이브슨은 핵 시설이 지역 사회에 대량의 방사능을 방출할 수 있는 공격으로부터 극도로 안전하게 만들어져야 한다고 썼다. 새로운 원자로 설계는 수동형 안전 기능을 갖추고 있어 도움이 될 수 있다. 미국에서는 NRC가 최소 3년마다 모든 원자력 발전소(NPP) 부지에서 "무력 대 무력"(FOF) 훈련을 실시한다.

## 우라늄 공급

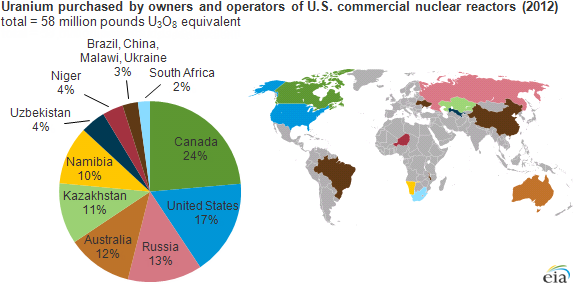
2012년 미국 상업용 원자력 산업의 우라늄 연료원 (미국 에너지 정보국)

2012년 국제 원자력 기구 보고서에 따르면 "현재 정의된 우라늄 자원 기반은 2035년까지, 그리고 예측 가능한 미래까지 높은 시나리오의 요구 사항을 충족하기에 충분하다."
2013년 초 현재, 전 세계적으로 확인된 우라늄 잔존 자원은 590만 톤으로, 현재 소비율로 전 세계 원자로를 120년 이상 공급하기에 충분하며, 그 동안 추가적인 우라늄 광상이 발견되지 않더라도 그렇다. 2013년 현재 미발견 우라늄 자원은 770만 톤으로 추정된다. 우라늄 가격이 두 배가 되면 2013년 현재 확인된 매장량은 764만 톤으로 증가할 것이다. 2003년부터 2013년까지 10년간, 동일한 가격(130달러/kg)에서 확인된 우라늄 매장량은 2003년 459만 톤에서 2013년 590만 톤으로 28% 증가했다.

## 연료 주기

### 우라늄 채굴
미국은 세계에서 4번째로 큰 우라늄 매장량을 가지고 있다. 미국은 뉴멕시코, 텍사스, 와이오밍 주에 가장 중요한 우라늄 매장량을 보유하고 있다. 미국 에너지부는 이 지역에 최소 3억 파운드의 우라늄이 있을 것으로 추정했다. 국내 생산은 1980년까지 증가했으나, 그 이후 우라늄 가격 하락으로 급격히 감소했다. 2012년, 미국은 원자력 발전소에서 소비되는 우라늄의 17%를 채굴했다. 나머지는 주로 캐나다, 러시아, 호주에서 수입되었다. 우라늄은 노천 채굴, 갱내 채굴, 현장 침출법 등 여러 가지 방법으로 채굴된다. 2017년 기준 미국 서부에는 4000개 이상의 폐기된 우라늄 광산이 있으며, 그 중 520개에서 1000개 이상이 나바호족 땅에 있고, 다른 많은 광산은 다른 부족 땅에 위치해 있다.

### 우라늄 농축

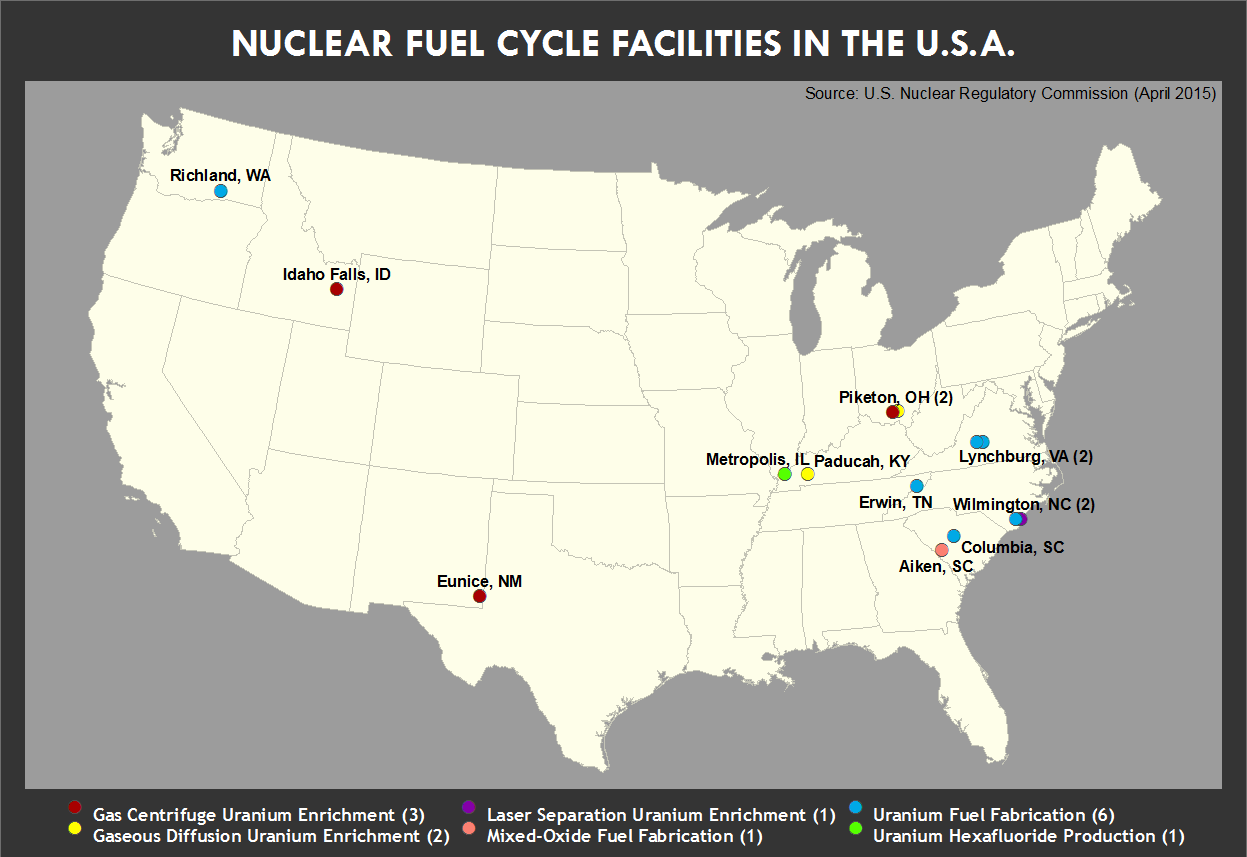
미국 내 원자로 연료 처리 시설 위치 (미국 NRC)

현재 미국에는 상업적으로 운영되는 가스 원심분리 농축 공장이 한 곳 있다. 유니스 (뉴멕시코주) 동쪽에 위치한 유렌코가 운영하는 내셔널 인리치먼트 시설은 30년 만에 미국에 건설된 최초의 우라늄 농축 공장이다. 이 공장은 2010년부터 우라늄을 농축하기 시작했다. 두 개의 추가 가스 원심분리 공장이 NRC의 허가를 받았지만, 현재 운영되지 않고 있다. 오하이오주 파이크턴의 아메리칸 원심분리 공장은 2007년에 착공되었지만 2009년에 건설이 중단되었다. 본빌군의 이글 록 농축 시설은 2011년에 허가를 받았지만, 건설은 보류 중이다.
이전(2008년)에는 테네시주 오크리지에서 미래의 원심분리 농축 공장을 위한 시범 활동이 진행 중이었다. 이 신규 공장은 아메리칸 원심분리 공장으로 불릴 예정이었으며, 예상 비용은 23억 달러였다. 2015년 9월 30일 현재, 미국 에너지부는 아메리칸 원심분리 프로젝트와의 계약을 종료하고 프로젝트 자금 지원을 중단했다.

### 재처리
핵연료 재처리는 핵확산에 기여할 가능성, 핵테러에 대한 취약성, 심층 지질 처분장에 사용후핵연료를 처분할지 여부와 장소에 대한 논쟁, 그리고 일회성 연료 주기와의 경제성 비교에 대한 논쟁으로 인해 정치적으로 논란이 되어 왔다. 오바마 행정부는 핵확산 우려를 이유로 사용후핵연료 재처리를 허용하지 않았다. 재처리 반대론자들은 재활용된 물질이 무기로 사용될 수 있다고 주장한다. 그러나 재처리된 플루토늄이나 상업용 사용후핵연료에서 추출된 다른 물질이 핵무기에 사용될 가능성은 낮다. 왜냐하면 핵무기급 물질이 아니기 때문이다. 그럼에도 불구하고, 참여 과학자 모임에 따르면, 재처리된 플루토늄은 사용후핵연료보다 방사선 독성이 낮기 때문에 취급하기 쉬워 테러리스트가 이 물질을 훔칠 수 있다.
또한, 재처리가 사용후핵연료 저장보다 비용이 더 많이 든다고 주장되어 왔다. 보스턴 컨설팅 그룹의 한 연구에서는 재처리가 사용후핵연료 저장보다 6% 더 비싸다고 추정했으며, 케네디 행정대학원의 또 다른 연구에서는 재처리가 100% 더 비싸다고 밝혔다. 이 두 데이터는 핵 재처리 및 혼합 산화물 연료 생산 비용과 "일회성 연료 주기" 및 심층 지질 처분장 처분 비용에 대한 계산이 어렵고, 그 결과가 객관적인 전문가들 사이에서도 크게 달라진다는 것을 보여준다. 정치적 또는 경제적 의제에 따라 결과가 좌우되는 경우는 말할 것도 없다. 더욱이, 우라늄 시장의 변동은 재처리된 우라늄의 혼합 산화물 연료 사용 또는 재농축의 경제성을 장기적인 가격 추세에 따라 좋게도 나쁘게도 만들 수 있다.

### 폐기물 처리

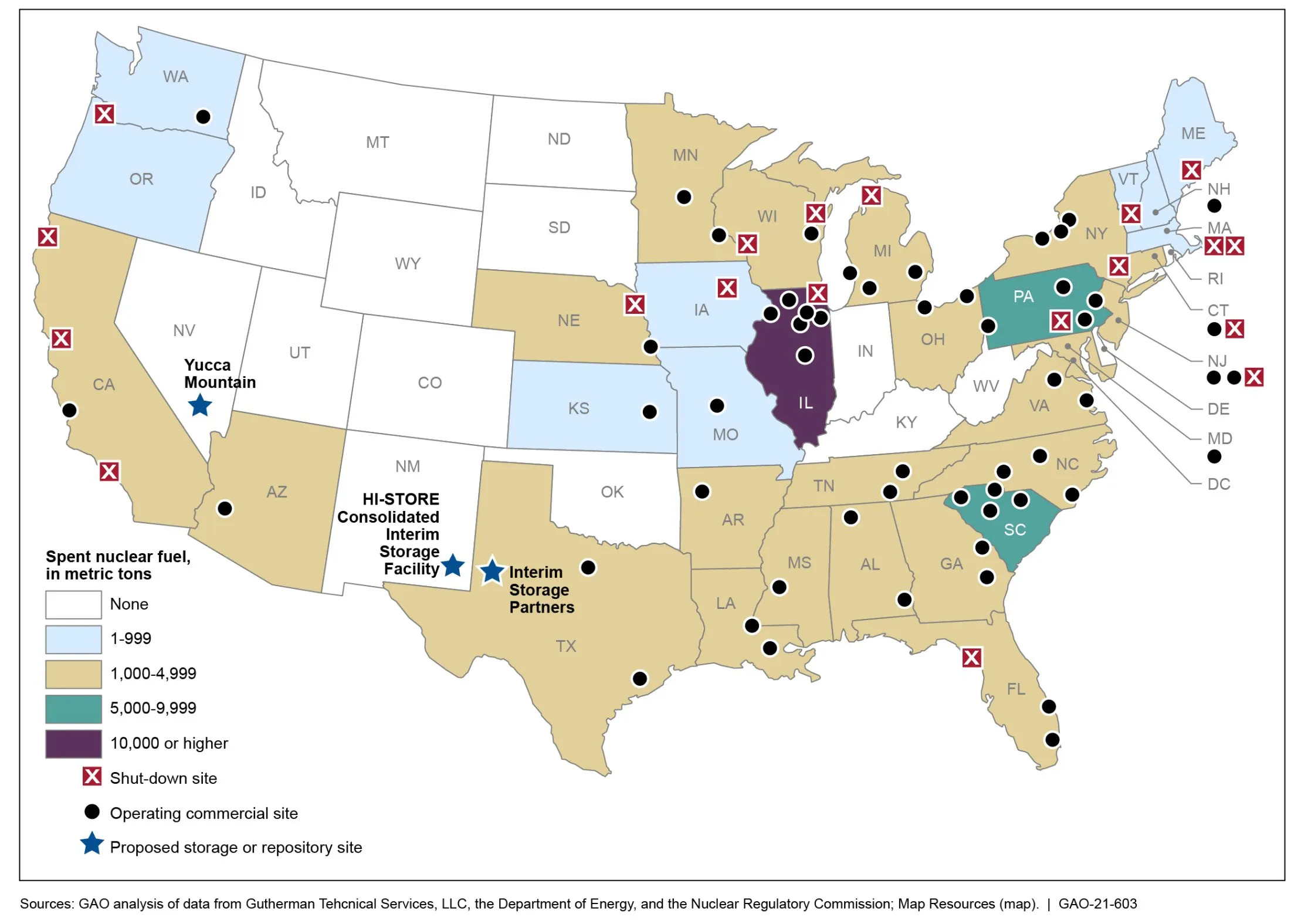
미국 전역의 민간 핵폐기물 저장 장소 (이 지도는 핸퍼드 군사 부지 또는 아이다호 국립 연구소와 같은 연구 부지에서 발생하는 수백만 톤의 비민간 원천 폐기물은 포함하지 않는다.)

최근 발전소들이 노후화되면서 많은 현장 사용후 연료 수조가 용량에 근접하여 건식 저장용기 시설이 건설되었다. 유틸리티 회사와 정부 간에는 이러한 시설 비용에 대한 여러 소송이 있었는데, 이는 법에 따라 정부가 사용후핵연료 수조를 넘어선 조치에 대한 비용을 부담해야 하기 때문이다.
현재 미국 전역의 임시 저장 시설에는 약 65,000톤의 핵폐기물이 저장되어 있다. 1987년 이후, 네바다주의 유카산은 유카 산 핵 폐기물 저장소의 제안된 부지였지만, 수년간의 논란과 법적 다툼 끝에 2009년에 프로젝트가 보류되었다. 유카산은 아메리카 원주민의 땅이며 신성한 곳으로 여겨진다. 아메리카 원주민들은 이 지역에 핵폐기물 시설을 설치하는 것에 동의하지 않았다. 대안적인 계획은 제시되지 않았다. 2018년 6월, 트럼프 행정부와 일부 의원들은 다시 유카 산 사용을 제안하기 시작했고, 네바다 상원의원들은 이에 반대 입장을 표명했다.
메인 양키, 코네티컷 양키, 랜초 세코와 같은 곳에서는 원자로가 더 이상 작동하지 않지만, 사용후핵연료는 작은 콘크리트-강철 사일로에 남아 있어 경비대가 유지보수 및 감시를 해야 한다. 때로는 핵폐기물의 존재가 산업에 의한 부지 재사용을 방해하기도 한다.
핵폐기물 처리에 대한 장기적인 해결책이 없으면, 미국에서 핵 르네상스는 불가능할 것이다. 9개 주에서는 "저장 해결책이 나타날 때까지 새로운 원자력 발전에 대한 명시적인 모라토리엄"을 시행하고 있다.
일부 원자력 발전 지지자들은 미국이 일부 사용후핵연료를 재활용할 공장과 원자로를 개발해야 한다고 주장한다. 그러나 미국 핵 미래 청사진 위원회는 2012년에 "비용 고려사항과 핵확산 위험을 고려할 때, 기존 기술로는 그러한 목적에 적합한 것이 없다"고 밝혔다. 주요 권고 사항 중 하나는 "미국은 사용후핵연료 및 고준위 핵폐기물의 안전한 처분을 위한 하나 이상의 영구적인 심층 지질 시설을 건설해야 한다"는 것이었다.
"핵폐기물을 깊은 지하 저장고에 보관하는 것이 바람직하다는 국제적 합의"가 있지만, 아직까지 어떤 나라도 그러한 부지를 개설하지 않았다. 오바마 행정부는 핵확산 우려를 이유로 핵폐기물 재처리를 허용하지 않았다.
미국 핵폐기물 정책법은 과거에 매년 국가의 통합 원자력 발전 유틸리티로부터 7억 5천만 달러의 수수료 수익을 받던 기금으로, 2017회계연도 말까지 미사용 잔액이 445억 달러에 달했다. 이때 법원은 연방 정부가 유틸리티의 상업용 사용후핵연료를 위한 목적지를 제공할 때까지 기금에서 인출하는 것을 중단하라고 명령했다.
수평 시추공 처리는 지구 지각에 수직으로 1킬로미터 이상, 수평으로 2킬로미터 이상 시추하여 사용후핵연료, 세슘-137 또는 스트론튬-90과 같은 고준위 폐기물 형태를 처리하는 제안을 설명한다. 매립 및 회수 기간이 끝나면 시추공은 되메우고 밀봉될 것이다. 이 기술에 대한 일련의 시험은 2018년 11월에, 그리고 다시 2019년 1월에 미국 기반의 민간 기업에 의해 공개적으로 수행되었다. 이 시험은 수평 시추공에 시험 용기를 배치하고 동일한 용기를 회수하는 것을 시연했다. 시험에는 실제 고준위 폐기물이 사용되지 않았다.

## 원자력 발전 생산의 물 사용

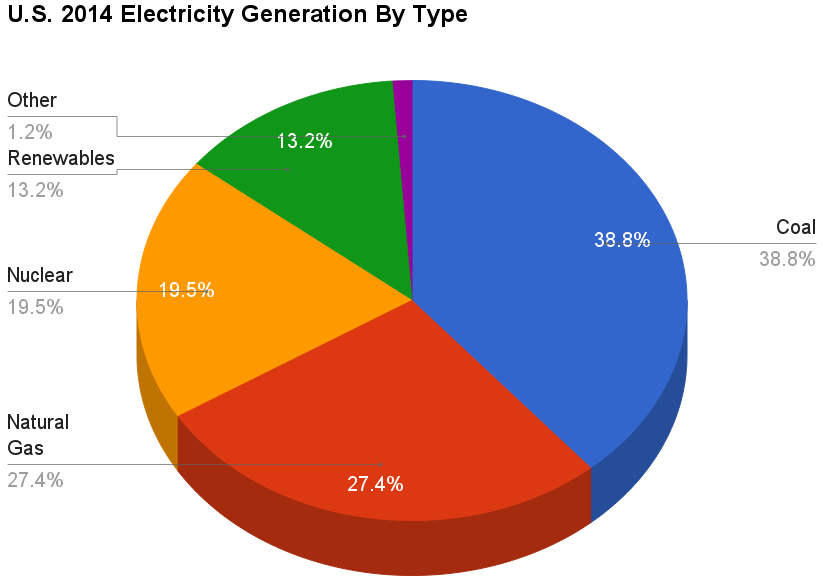
미국 2014년 유형별 전력 생산량

2011년 NREL의 전력 생산 물 사용 연구에 따르면, 냉각탑을 갖춘 원자력 발전소는 메가와트시당 672갤런(gal/MWh)을 소비하며, 이는 석탄 발전소와 유사하지만, 수력 발전(평균 저수지 증발 손실 4,491 gal/MWh) 및 집중형 태양광 발전(전력탑 설계의 경우 786 gal/MWh, 트로프의 경우 865 gal/MWh)을 제외한 다른 발전 기술보다 많다. 일회성 냉각 시스템을 갖춘 원자력 발전소는 269 gal/MWh만 소비하지만, 44,350 gal/MWh의 취수를 필요로 한다. 이로 인해 일회성 냉각을 사용하는 원자력 발전소는 가뭄에 취약하다.
2008년 AP(Associated Press)의 연구에 따르면, 미국 내 104개 원자로 중 "...24개는 가장 심각한 수준의 가뭄을 겪고 있는 지역에 있다. 2개를 제외한 모든 원자로는 호수와 강변에 건설되었으며, 발전소 터빈을 돌린 후 증기를 냉각하고 응축하는 데 사용하기 위해 수십억 갤런의 물을 끌어올리기 위해 잠긴 취수관에 의존한다." 이는 모든 랭킨 사이클 발전소와 마찬가지다. 2008년 남동부 가뭄 동안, 원자로 출력은 안전을 위해 작동 전력을 낮추거나 강제적으로 정지되었다.
팔로베르데 원자력 발전소는 사막에 위치하며 냉각을 위해 재활용된 폐수를 구매한다.

## 발전소 해체

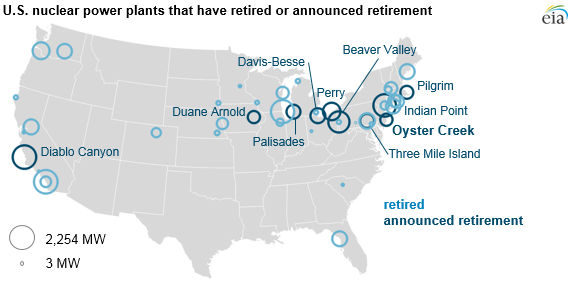
해체되었거나 해체 계획을 발표한 원자력 발전소. 원의 크기는 생산된 전력량을 나타낸다.

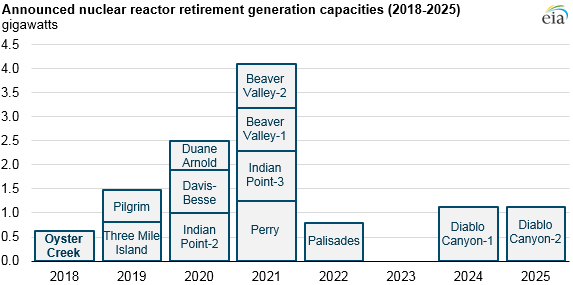
2018년부터 2025년까지 해체될 예정인 발전소의 시기 및 운영 용량

에너지 투입 가격과 각 원자력 발전소의 환경 비용은 시설이 마지막 유용한 전기를 생산한 후에도 오랫동안 계속된다. 원자로와 우라늄 농축 시설 모두 해체되어야 하며, 시설과 그 부품을 다른 용도로 사용할 수 있을 만큼 안전한 수준으로 되돌려야 한다. 한 세기까지 지속될 수 있는 냉각 기간 후, 원자로는 해체되어 작은 조각으로 잘라져 최종 처분을 위해 용기에 포장되어야 한다. 이 과정은 매우 비싸고, 시간이 많이 걸리며, 작업자에게 위험하고, 자연 환경에 해로우며, 인적 오류, 사고 또는 사보타주에 대한 새로운 기회를 제공한다.
해체에 필요한 총 에너지는 원래 건설에 필요한 에너지보다 50% 이상 많을 수 있다. 대부분의 경우 해체 과정은 3억 달러에서 56억 달러 사이의 비용이 든다. 심각한 사고를 경험한 핵 시설의 해체는 가장 비싸고 시간이 많이 걸린다. 미국에는 영구적으로 폐쇄되어 해체 단계에 있는 원자로가 13개 있지만, 그 중 어느 것도 과정을 완료하지 못했다.
해체 비용을 최소화하기 위한 새로운 해체 방법이 개발되었다. 이 방법 중 하나는 제자리 해체(ISD)로, 사우스캐롤라이나주에 위치한 미국 에너지부 사바나 리버 부지에서 P 및 R 원자로 폐쇄에 적용되었다. 이 전략을 통해 두 원자로의 해체 비용은 7천 3백만 달러였다. 이에 비해 전통적인 방법으로 각 원자로를 해체하는 데는 약 2억 5천만 달러가 들었을 것으로 추정된다. 이는 ISD를 사용하여 비용이 71% 감소하는 결과를 가져왔다.
미국에서는 핵폐기물 정책법과 핵 해체 신탁 기금이 법적으로 요구되며, 유틸리티는 미래 해체 자금을 조달하기 위해 운영 중 킬로와트시당 0.1~0.2센트를 적립한다. 이들은 해체 기금의 현황을 원자력 규제 위원회(NRC)에 정기적으로 보고해야 한다. 미국 내 모든 원자력 발전 원자로 해체에 필요한 총 예상 비용의 약 70%가 이미 수집되었다(원자로-증기 터빈 유닛당 평균 3억 2천만 달러 기준).
2011년 기준 영구적으로 폐쇄되어 해체 단계에 있는 원자로가 13개 있다. 코네티컷 양키 원자력 발전소와 양키 로우 원자력 발전소는 1992년경 상업용 전기 생산을 중단한 후 2006년-2007년에 해체 과정을 완료했다. 15년 중 대부분은 발전소가 자연적으로 냉각되도록 하는 데 사용되었는데, 이는 수동 해체 과정을 더 안전하고 저렴하게 만든다.
원자력 발전소의 수는 수명이 다함에 따라 줄어들고 있다. 2025년까지 많은 원자로가 노후화로 인해 폐쇄될 것으로 예상된다. 원자로 건설 관련 비용이 지속적으로 증가하고 있기 때문에, 이는 미국의 에너지 공급에 문제가 될 것으로 예상된다. 원자로가 폐쇄될 때, 에너지 부문 이해 관계자들은 종종 재생 에너지 자원으로 대체하지 않고 석탄이나 천연가스로 대체했다. 이는 풍력 및 태양광과 같은 재생 에너지원과 달리 석탄과 천연가스는 24시간 기준으로 전기를 생산하는 데 사용될 수 있기 때문이다.

## 단체

### 연료 공급업체
다음 회사들은 미국에 활성 핵연료 제조 시설을 보유하고 있다. 이들은 모두 경수로 연료 제조 시설인데, 미국에서는 경수로만 운영되기 때문이다. 미국에는 현재 MOX 연료 제조 시설이 없지만, 듀크 에너지는 상대적으로 소규모의 시설을 건설할 의향을 표명했다.
- 프라마톰

프라마톰(구 아레바)은 린치버그 (버지니아주)와 리칠랜드 (워싱턴주)에 제조 시설을 운영하고 있다. 또한 3세대+ 발전소 설계인 EPR(구 진화형 동력 원자로)을 미국 시장에 판매할 계획이다.
- 웨스팅하우스

웨스팅하우스는 컬럼비아 (사우스캐롤라이나주)에 연료 제조 시설을 운영하며, 연간 1,600미터톤의 우라늄(MTU)을 처리한다. 이전에는 헤마타이트 (미주리주)에 핵연료 공장을 운영했으나 현재는 폐쇄했다.
- GE 버노바 (GE)

GE는 전 세계적으로 널리 사용되는 비등수형 원자로 기술을 개척했다. 1999년 히타치 및 도시바와 함께 글로벌 핵 연료 합작 투자를 설립했으며, 이후 GE-히타치 핵 에너지로 재편되었다. 이 회사는 연간 1,200 MTU의 용량을 가진 윌밍턴 (노스캐롤라이나주)의 연료 제조 시설을 운영한다.
- 카자톰프롬

카자톰프롬과 미국 기업 센트러스 에너지는 카자흐스탄의 우라늄을 미국 시장에 공급하는 것과 관련하여 파트너십을 맺고 있다.

### 산업 및 학술
미국 원자력 학회(ANS)는 학술 및 산업 회원을 보유한 과학 및 교육 조직이다. 이 조직은 여러 저널에 원자력 기술에 관한 문헌을 발행한다. ANS는 또한 북미 젊은 세대 핵(NA-YGN)과 같은 지부 조직도 가지고 있다.
원자력 에너지 연구소(NEI)는 로비 활동, 기업 및 발전소 간 경험 공유, 여러 조직에 산업 데이터 제공 등을 포함하는 산업 그룹이다.

### 반핵 발전 단체

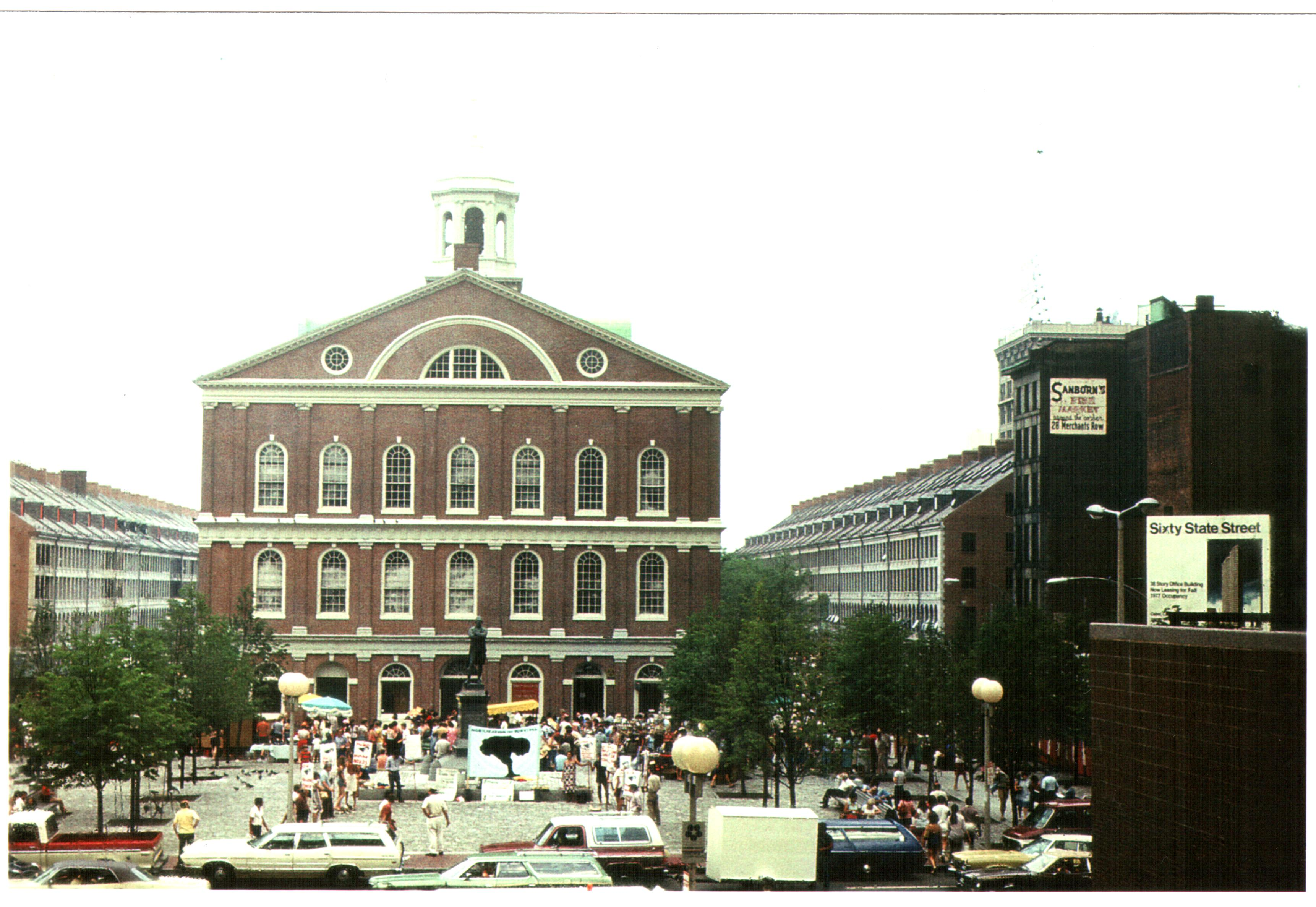
반핵 시위, 매사추세츠주 보스턴, 1977년

미국에서는 약 60개의 반핵 발전 단체가 활동 중이거나 활동한 바 있다. 여기에는 전복 동맹, 조개 동맹, 그린피스 미국, 에너지 환경 연구소, 핵 안전을 위한 음악가 연합, 핵 통제 연구소, 핵 정보 및 자원 서비스, 공공 시민 에너지 프로그램, 셰이드 동맹, 그리고 시에라 클럽이 포함된다.
1992년, 원자력 규제 위원회의 위원장은 "그의 기관이 핵 감시 단체의 요청과 시위 덕분에 안전 문제에 있어 올바른 방향으로 나아갈 수 있었다"고 말했다.

## 논쟁
1960년대부터 1980년대 후반까지, 그리고 핵 르네상스에 대한 이야기가 시작된 2001년 이후에도 미국에서는 원자력 발전 사용에 대한 상당한 대중적, 과학적 논쟁이 있었다. 핵 사고, 방사성 폐기물 처리, 핵확산, 핵 경제학, 그리고 핵테러와 같은 문제에 대한 논쟁이 있었다.
일부 과학자와 엔지니어들은 원자력 발전에 대한 유보적 입장을 표명해 왔다. 이들 중에는 배리 커머너, S. 데이비드 프리먼, 존 고프먼, 아놀드 군더센, 마크 Z. 제이콥슨, 에이모리 로빈스, 아르준 마키자니, 그레고리 마이너, 그리고 조셉 롬 등이 있다. 스탠퍼드 대학교 토목환경공학과 교수인 마크 Z. 제이콥슨은 "우리 나라가 지구 온난화, 대기 오염 및 에너지 불안정성을 줄이고 싶다면, 최고의 에너지 옵션에만 투자해야 합니다. 원자력 에너지는 그 중 하나가 아닙니다."라고 말했다. 페어윈즈 어소시에이츠의 수석 엔지니어이자 전 원자력 산업 경영자인 아놀드 군더센은 제안된 3세대 원자로인 웨스팅하우스 일렉트릭 컴퍼니의 AP1000의 안전성에 의문을 제기했다. 핵 화학자이자 의사인 존 고프먼은 1960년대에 저선량 방사선 노출에 대한 우려를 제기했으며, 미국에서 상업용 원자력 발전에 반대했다. 록키 마운틴 연구소의 물리학자 에이모리 로빈스는 "원자력: 기후 해결책인가 아니면 어리석음인가"에서 원자력 발전의 확대는 "지구 온난화에 대한 비용 효율적인 해결책이 아니며, 집중적인 로비 활동으로 얻은 관대한 정부 보조금이 없었다면 투자자들이 이를 외면했을 것"이라고 주장했다.
패트릭 무어 (초기 그린피스 회원 및 전 그린피스 캐나다 회장)는 1976년에 원자력 발전에 반대했지만, 현재는 재생 가능 에너지원과 함께 원자력 발전을 지지한다. 호주 신문 디 에이지에서 그는 "그린피스는 틀렸다 – 우리는 원자력 발전을 고려해야 한다"고 썼다. 그는 화석 연료 의존도를 줄이거나 온실 기체 배출을 줄이기 위한 현실적인 계획은 원자력 에너지 사용 증가를 필요로 한다고 주장한다. 필 래드포드 그린피스 미국 사무총장은 원자력 에너지는 너무 위험하고, 기후 변화에 대처하기에는 건설 시간이 너무 오래 걸리며, 미국은 2050년까지 원자력 발전을 단계적으로 폐지하면서 거의 RE100로 전환할 수 있다고 주장했다.
환경운동가 스튜어트 브랜드는 전지구의 규율이라는 책을 썼는데, 이 책은 원자력과 다른 일부 기술들이 지구 온난화라는 심각한 문제를 해결하는 도구로 어떻게 사용될 수 있는지를 탐구한다. 버나드 코헨 피츠버그 대학교 명예 물리학 교수는 원자력 발전이 다른 형태의 발전보다 여러 배 더 안전하다고 계산한다.

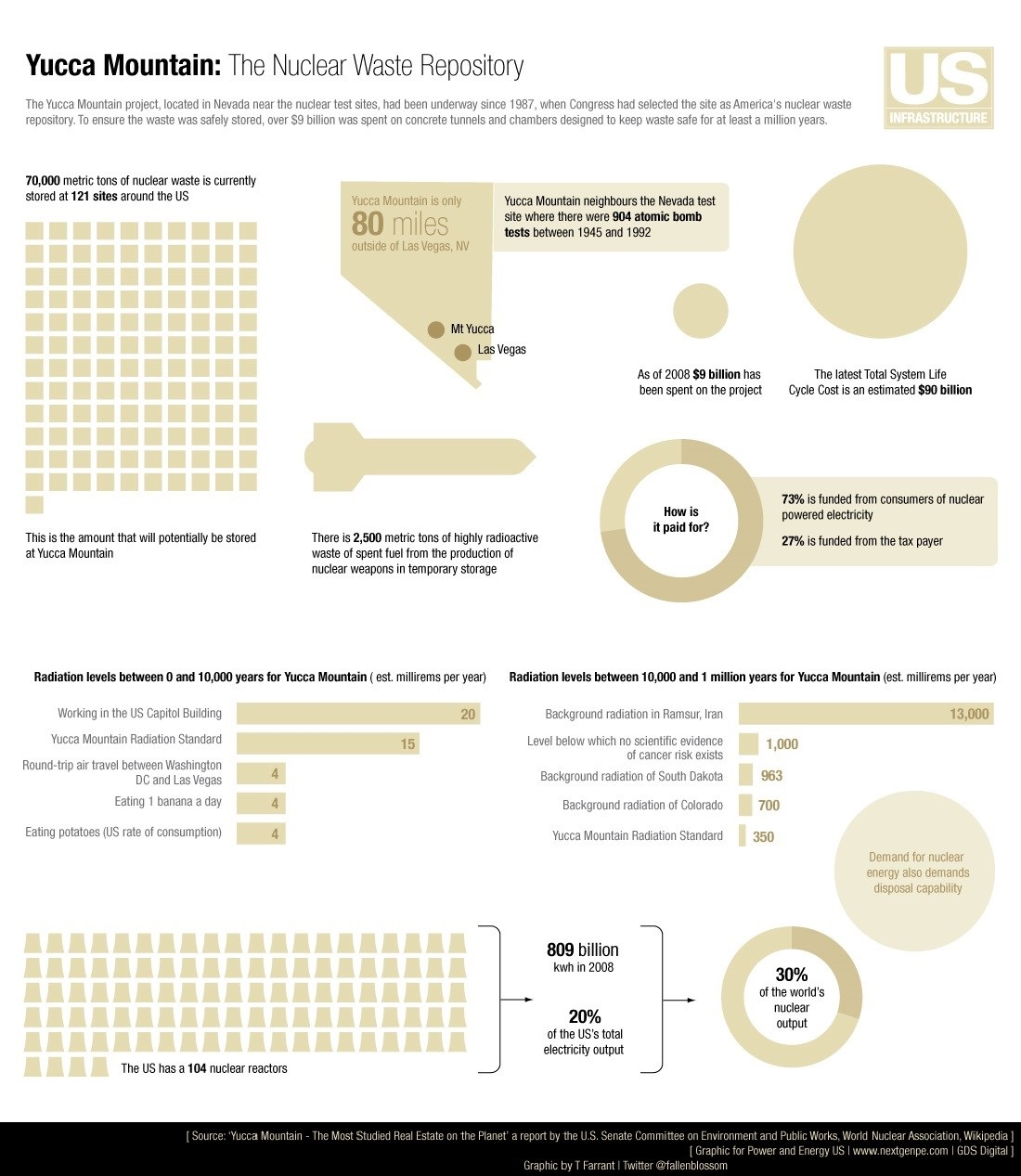
유카 산 핵 폐기물 저장소에 대한 인포그래픽 (2010년)

버락 오바마 미국 대통령은 일찍이 원자력 발전을 자신의 "모든 것을 포함하는" 에너지 전략의 일부로 포함시켰다. 2010년 국제전기노동자형제단 연설에서 그는 거의 30년 만에 미국 최초의 신규 원자력 발전소 건설을 위한 80억 달러 대출 보증 승인을 발표하며 원자력 발전에 대한 의지를 보여주었다. 그러다 2012년, 후쿠시마 사고 이후 첫 국정 연설에서 오바마는 미국이 "모든 이용 가능한 미국 에너지원을 개발하는 전면적이고 포괄적인 전략"이 필요하다고 말했지만, 원자력 발전에 대해서는 언급하지 않았다. 그러나 2014년 2월, 에너지 장관 어니스트 모니즈는 1996년 이후 미국에서 처음으로 두 개의 신규 원자로 건설을 가능하게 하기 위해 65억 달러의 연방 대출 보증을 발표했다.
2013년 3월 참여 과학자 모임에 따르면, 지난 3년간 미국 원자력 발전소의 3분의 1 이상이 안전 관련 사고를 겪었으며, 원자력 규제 기관과 발전소 운영자는 그러한 사건을 예방하기 위해 검사를 개선해야 한다.
판도라의 약속은 2013년 로버트 스톤 감독의 다큐멘터리 영화이다. 이 영화는 환경 운동가들이 일반적으로 두려워하는 원자력 에너지가 인류의 증가하는 에너지 수요를 충족시키는 동시에 기후변화라는 심각한 문제를 해결할 수 있는 유일한 실현 가능한 방법이라고 주장한다. 이 영화에는 스튜어트 브랜드, 그위네스 크레이븐스, 마크 라이나스, 리처드 로즈, 마이클 셸런버거 등 (한때 원자력에 맹렬히 반대했지만 이제는 지지하는) 여러 저명한 인물들이 출연한다. 반핵 옹호자 헬렌 칼디콧이 잠시 출연한다.
2014년 현재, 미국 핵 산업은 새로운 로비 노력을 시작했으며, 세 명의 전 상원의원—민주당의 에반 베이, 공화당의 저드 그레그, 공화당의 스펜서 에이브러햄—과 윌리엄 M. 데일리 전 오바마 대통령 보좌관을 고용했다. 핵 문제(Nuclear Matters)라는 이 이니셔티브는 신문 광고 캠페인을 시작했다.
2040년까지 순 마이너스 탄소 배출을 목표로 하는 연구소인 에너지 임팩트 센터의 설립자 브렛 쿠겔마스는 "전 세계적으로 순 제로 배출을 달성하더라도 오늘날과 같은 속도로 추가 열을 계속 추가할 것"이라며, 기후 변화를 역전시키기 위해서는 새로운 배출량 발생을 멈추는 것뿐만 아니라 이미 대기 중에 존재하는 이산화탄소를 제거해야 한다고 믿는다. 에너지 임팩트 센터의 연구 결과에 따르면 원자력 에너지만이 순 마이너스가 되어 지구 온난화를 효과적으로 해결할 수 있는 에너지원이다.

### 여론
갤럽 여론조사 기관은 1994년부터 정기적으로 원자력에 대한 미국 여론을 조사해 왔으며, 2016년 3월에는 처음으로 과반수(54%)가 원자력에 반대하고 44%가 찬성하는 것으로 나타났다. 2004년부터 2015년까지의 여론조사에서는 과반수가 원자력에 찬성했다. 지지율은 2010년에 62%로 최고치를 기록한 후 감소세를 보였다.
CBS 뉴스의 여론조사에 따르면, 미국에서 원자력 발전에 대한 수용도는 2011년 일본 원자력 사고 이후 급격히 약화되었으며, 미국 내 원자력 발전소 건설에 대한 지지율은 1979년 스리마일섬 원자력 발전소 사고 직후보다 약간 더 낮아졌다. 후쿠시마 핵 비상사태 이후 조사된 사람들 중 단 43%만이 미국 내 신규 발전소 건설을 승인할 것이라고 답했다. 2011년 4월에 실시된 워싱턴 포스트-ABC 여론조사에서는 미국인의 64%가 신규 원자로 건설에 반대하는 것으로 나타났다. 2011년 9월에 실시된 원자력 에너지 연구소 후원 설문조사에서는 "응답자의 62%가 미국에서 전기를 공급하는 방법 중 하나로 원자력 에너지 사용을 선호하며, 35%는 반대한다"는 결과가 나왔다.
2012년 퓨 연구센터 여론조사에 따르면, 미국인의 44%가 원자력 발전 사용 증가를 지지했고 49%가 반대했다.
2014년 1월 라스무센 여론조사에서는 미국 유권자들이 원자력 발전소 추가 건설에 대해 거의 동일하게 나뉘어, 39%가 찬성하고 37%가 반대했으며, 오차 범위는 3%였다.
원자력 발전에 대한 지식과 친숙함은 일반적으로 기술에 대한 더 높은 지지와 관련이 있다. 앤 비스콘티의 연구에 따르면, 원자력 발전에 대해 더 잘 아는 사람들은 원자력 발전에 대해 더 긍정적인 의견을 가지는 경향이 있으며, 또한 원자력 발전소 근처에 사는 사람들도 일반 대중보다 원자력 발전을 더 지지하는 경향이 있다.
대중의 지지 감소는 미국 내 많은 원자력 발전소의 조기 폐쇄 원인 중 하나로 여겨진다. 원자로가 폐쇄될 때, 에너지 부문 이해 관계자들은 종종 재생 에너지원으로 대체하지 않고 석탄이나 천연가스로 대체했다. 이는 풍력 및 태양광과 같은 재생 에너지원과 달리 석탄과 천연가스는 24시간 기준으로 전기를 생산하는 데 사용될 수 있기 때문이다.

## 경제

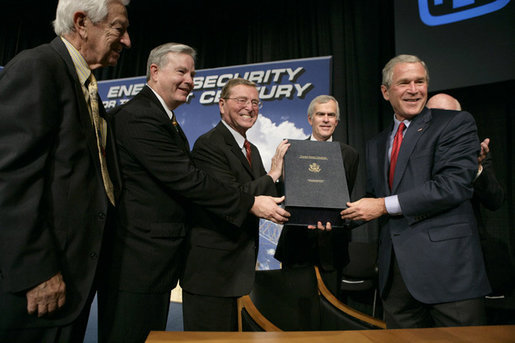
조지 W. 부시가 에너지 정책법 (2005년)에 서명하는 모습. 이 법은 6개의 신규 원자력 발전소에 대해 총 20억 달러까지 비용 초과 지원을 포함한 인센티브와 보조금을 통해 미국의 원자로 건설을 촉진하기 위해 고안되었다.

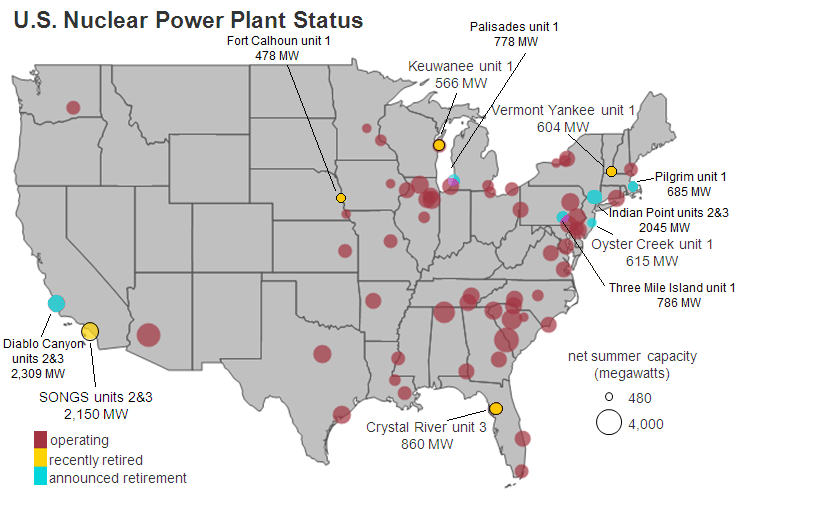
미국 원자력 발전소, 2018년 현재 최근 및 곧 폐쇄될 예정인 발전소 강조 (미국 EIA)

2008년 이후 천연가스 가격의 하락은 원자력 발전소의 대안으로 가스 발전소 건설을 촉진했다. 2011년 8월, 미국 최대의 원자력 발전 회사의 책임자는 지금은 새로운 원자력 발전소를 건설할 때가 아니라고 말했는데, 이는 정치적 반대나 비용 초과 위협 때문이 아니라 천연가스 가격 하락 때문이었다. 엑셀온의 책임자인 존 로우는 "셰일 가스는 국가에 좋지만, 새로운 원자력 개발에는 좋지 않다"고 말했다.
2013년, 4개의 노후 원자로가 영구 폐쇄되었다.
캘리포니아의 샌 오노프레 2호기 및 3호기,
플로리다의 크리스탈 리버 3호기,
그리고 위스콘신의 케와니 발전소.
2014년 12월, 버몬트 양키는 경제적인 이유로 모회사에 의해 폐쇄되었다.
뉴욕시에서 30마일 떨어진 인디언 포인트 원자력 발전소는 2020년 4월 30일(2호기)과 2021년 4월 30일(3호기)에 폐쇄되었다.
5개의 대형 원자로 업그레이드(프레리 아일랜드 원자력 발전소 1기, 라살 카운티 원자력 발전소 2기, 리머릭 발전소 2기)가 추가로 취소되었는데, 이 중 4개는 미국 최대의 원자력 회사에서 이루어졌으며, 이는 원자력 산업이 "광범위한 운영 및 경제적 문제"에 직면해 있음을 시사한다.
2013년 7월, 경제학자 마크 쿠퍼는 계속 운영에 특히 심각한 도전에 직면한 원자력 발전소들을 언급했다. 쿠퍼는 정책 입안자와 경제학자를 위한 교훈은 분명하다고 말했다. "원자로는 단순히 경쟁력이 없다."
2010년 12월, 이코노미스트지는 미국에서 원자력 발전 수요가 약화되고 있다고 보도했다. 최근 몇 년 동안 유틸리티 회사들은 약 30개의 신규 원자로에 관심을 보였지만, 2010년 말 현재 실제로 건설될 가능성이 있는 원자로의 수는 약 12개에 불과했는데, 이는 일부 회사들이 건설 허가 신청을 철회했기 때문이다. 엑셀온은 전력 수요 전망 하락을 이유로 빅토리아 카운티 (텍사스주)의 쌍둥이 원자로 발전소에 대한 면허 신청을 철회했다. 이 결정으로 미국 최대의 핵 운영사는 핵 산업이 희망하는 핵 르네상스에서 직접적인 역할을 잃게 되었다.
총 4개의 원자로를 가진 2개의 신규 원자력 발전소가 착공되었다. 오바마 행정부는 대출 보증 프로그램 확대를 추진했지만, 2010년 12월 현재 의회에서 이미 승인된 대출 보증 자금을 모두 투입하지 못했다. 몇 년 전 "핵 르네상스"에 대한 이야기가 나온 이후, 천연가스 가격은 하락했고 노후 원자로는 면허 연장을 받고 있다. 1996년 이후 건설이 완료된 유일한 원자로는 테네시주의 와츠 바 원자력 발전소였다. 이는 1973년에 착공되었으나 1988년에 건설이 중단되었다가 2007년에 재개된 노후 유닛이다. 2016년 10월에 가동을 시작했다. 미국에서 가동 중인 100개 원자로 중 모든 원자로가 1974년 또는 그 이전에 착공되었다.
2012년 8월, 엑셀온은 경제 및 시장 상황, 특히 낮은 천연가스 가격으로 인해 "경쟁 시장에서 새로운 상업용 원자력 발전소 건설이 현재 그리고 예측 가능한 미래에 경제적으로 비효율적"이라고 밝혔다. 2013년 초, UBS는 규제 완화 시장에서 운영되는 일부 소규모 원자로가 낮은 천연가스 가격을 사용하는 발전기와의 경쟁으로 인해 운영 및 유지보수가 경제적이지 않게 되어 조기 폐쇄될 수 있다고 지적했다. 556 MWe 케와니 발전소는 이러한 경제적 이유로 면허 만료 20년 전에 폐쇄되고 있다. 2014년 2월, 파이낸셜 타임스는 필그림, 인디언 포인트, 클린턴, 쿼드 시티즈 발전소가 경제적인 이유로 조기 폐쇄될 위험에 처할 수 있다고 밝혔다.

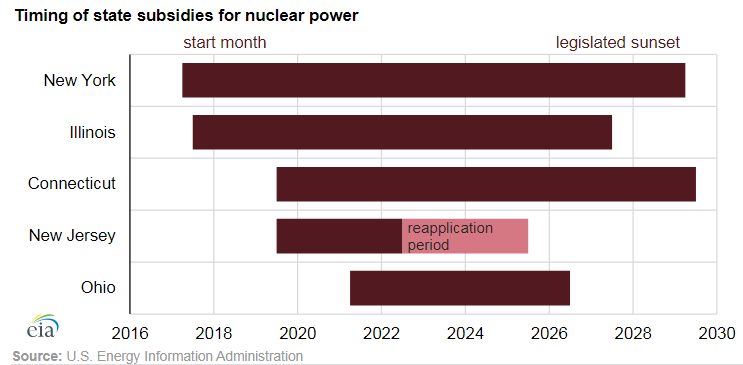
2019년 현재 주정부 원자력 발전 보조금 시기

2017년 기준, 미국 셰일 가스 붐으로 인해 전력 생산 비용이 낮아져 노후 원자력 발전소의 경제성에 심각한 압박을 가했다. 블룸버그 분석에 따르면 미국 원자력 발전소의 절반 이상이 적자를 기록하고 있다. 원자력 에너지 연구소는 경제적인 이유로 15~20개의 원자로가 조기 폐쇄될 위험이 있다고 추정했다. 일리노이와 뉴욕의 원자력 운영사들은 규제 기관으로부터 재정 지원을 받았으며, 코네티컷, 뉴저지, 오하이오, 펜실베이니아의 운영사들도 유사한 지원을 모색하고 있다. 일부 비원자력 발전 회사들은 이러한 보조금에 대해 부정경쟁 소송을 제기했으며, 연방 에너지 규제 위원회에도 이 문제를 제기했다.

## 통계
| 연도                     | 총계                     | 전체 대비 %              | 1월    | 2월    | 3월    | 4월    | 5월    | 6월    | 7월    | 8월    | 9월    | 10월   | 11월   | 12월   |
| ------------------------ | ------------------------ | ------------------------ | ------ | ------ | ------ | ------ | ------ | ------ | ------ | ------ | ------ | ------ | ------ | ------ |
| 2001                     | 768,826                  | 20.58%                   | 68,707 | 61,272 | 62,141 | 56,003 | 61,512 | 68,023 | 69,166 | 68,389 | 63,378 | 60,461 | 62,342 | 67,431 |
| 2002                     | 780,064                  | 20.22%                   | 70,926 | 61,658 | 63,041 | 58,437 | 63,032 | 66,372 | 70,421 | 70,778 | 64,481 | 60,493 | 61,520 | 68,905 |
| 2003                     | 763,733                  | 19.67%                   | 69,211 | 60,942 | 59,933 | 56,776 | 62,202 | 64,181 | 69,653 | 69,024 | 63,584 | 60,016 | 59,600 | 68,612 |
| 2004                     | 788,528                  | 19.86%                   | 70,806 | 64,102 | 63,285 | 58,620 | 64,917 | 67,734 | 71,975 | 71,068 | 65,932 | 62,530 | 58,941 | 68,617 |
| 2005                     | 781,986                  | 19.28%                   | 69,828 | 60,947 | 61,539 | 55,484 | 62,970 | 66,144 | 71,070 | 71,382 | 66,739 | 61,236 | 62,913 | 71,735 |
| 2006                     | 787,219                  | 19.37%                   | 71,912 | 62,616 | 63,721 | 57,567 | 62,776 | 68,391 | 72,186 | 72,016 | 66,642 | 57,509 | 61,392 | 70,490 |
| 2007                     | 806,425                  | 19.4%                    | 74,006 | 65,225 | 64,305 | 57,301 | 65,025 | 68,923 | 72,739 | 72,751 | 67,579 | 61,690 | 64,899 | 71,983 |
| 2008                     | 806,208                  | 19.57%                   | 70,735 | 65,130 | 64,716 | 57,333 | 64,826 | 70,319 | 74,318 | 72,617 | 67,054 | 62,820 | 63,408 | 72,931 |
| 2009                     | 798,855                  | 20.22%                   | 74,102 | 64,227 | 67,241 | 59,408 | 65,395 | 69,735 | 72,949 | 72,245 | 65,752 | 58,021 | 59,069 | 70,710 |
| 2010                     | 806,968                  | 19.56%                   | 72,569 | 65,245 | 64,635 | 57,611 | 66,658 | 68,301 | 71,913 | 71,574 | 69,371 | 62,751 | 62,655 | 73,683 |
| 2011                     | 790,204                  | 19.27%                   | 72,743 | 64,789 | 65,662 | 54,547 | 57,013 | 65,270 | 72,345 | 71,339 | 66,849 | 63,337 | 64,474 | 71,837 |
| 2012                     | 769,331                  | 19.01%                   | 72,381 | 63,847 | 61,729 | 55,871 | 62,081 | 65,140 | 69,129 | 69,602 | 64,511 | 59,743 | 56,713 | 68,584 |
| 2013                     | 789,016                  | 19.41%                   | 71,406 | 61,483 | 62,947 | 56,767 | 62,848 | 66,430 | 70,539 | 71,344 | 65,799 | 63,184 | 64,975 | 71,294 |
| 2014                     | 797,166                  | 19.47%                   | 73,163 | 62,639 | 62,397 | 56,385 | 62,947 | 68,138 | 71,940 | 71,129 | 67,535 | 62,391 | 65,140 | 73,363 |
| 2015                     | 797,178                  | 19.54%                   | 74,270 | 63,461 | 64,547 | 59,784 | 65,827 | 68,516 | 71,412 | 72,415 | 66,476 | 60,571 | 60,264 | 69,634 |
| 2016                     | 805,694                  | 19.76%                   | 72,525 | 65,638 | 66,149 | 62,732 | 66,576 | 67,175 | 70,349 | 71,526 | 65,448 | 60,733 | 65,179 | 71,662 |
| 2017                     | 804,950                  | 19.95%                   | 73,121 | 63,560 | 65,093 | 56,743 | 61,313 | 67,011 | 71,314 | 72,384 | 68,098 | 65,995 | 66,618 | 73,700 |
| 2018                     | 807,084                  | 19.3%                    | 74,649 | 64,790 | 67,033 | 59,133 | 67,320 | 69,688 | 72,456 | 72,282 | 64,725 | 59,397 | 63,954 | 71,657 |
| 2019                     | 809,409                  | 19.6%                    | 73,701 | 64,715 | 65,080 | 60,581 | 67,124 | 68,805 | 72,199 | 71,911 | 66,064 | 62,033 | 64,125 | 73,074 |
| 2020                     | 789,879                  | 19.7%                    | 74,170 | 65,911 | 63,997 | 59,170 | 64,338 | 67,205 | 69,385 | 68,982 | 65,727 | 59,362 | 61,760 | 69,871 |
| 2021                     | 779,645                  | 18.97%                   | 71,732 | 62,954 | 63,708 | 57,092 | 63,394 | 66,070 | 68,832 | 69,471 | 64,484 | 56,945 | 62,749 | 70,720 |
| 2022                     | 771,537                  | 18.24%                   | 70,577 | 61,852 | 63,154 | 55,290 | 63,382 | 65,663 | 68,857 | 68,897 | 63,733 | 58,945 | 62,041 | 69,094 |
| 2023                     | 775,347                  | 18.56%                   | 70,870 | 60,807 | 62,820 | 56,662 | 61,473 | 64,965 | 69,888 | 69,744 | 65,560 | 61,403 | 62,258 | 68,898 |
| 2024                     | 781,979                  | 18.17%                   | 69,080 | 64,584 | 63,346 | 57,326 | 64,973 | 68,192 | 69,885 | 69,760 | 62,660 | 58,437 | 61,904 | 71,200 |
| 2025                     | 196,024                  | 18.24%                   | 71,739 | 61,829 | 62,457 |        |        |        |        |        |        |        |        |        |
| 마지막 항목, 전체 대비 % | 마지막 항목, 전체 대비 % | 마지막 항목, 전체 대비 % | 17.87% | 18.23% | 18.71% | 18.5%  | 18.79% | 17.49% | 16.24% | 16.48% | 17.44% | 17.51% | 19.1%  | 19.71% |

## 같이 보기
- 미국의 원자력 에너지 정책

- 미국의 에너지 정책
- 캘리포니아의 핵 문제 관련 문서 목록
- 원자로 목록
- 미국 최대 발전소 목록
- 미국 최대 원자력 발전소 목록
- 원자력 정책
- 미국의 원자력 발전소 사고
- 핵 내부고발자 목록
- 미국-인도 평화적 원자력 협력법
- 미국-일본 공동 핵에너지 행동 계획